# 五月风暴
五月风暴（直译：「68年5月」），又称五月运动、五月革命和五月事件，是1968年春夏之交法国发生的持续约七周的学生运动，在该次事件中出现了大量的总罢工、游行、占领大学及工厂的行动，并导致法国经济发展停滞。抗议活动十分激烈，政府一度担忧引起革命甚至内战。時任總統夏爾·戴高樂在事件中秘密逃向德国，造成国民政府一度瘫痪。五月风暴与该时期世界其他地方的类似运动遥相呼应，而其中使用的歌曲、富有想象力的海报、街头涂鸦和标语也在全世界引起了轰动。
运动始于一系列极左翼学生因不满资本主义、消費主義、美帝國主義及传统制度而發起的罷課。法国警方选择强硬镇压学生的示威，进而导致法国工会联合会团结了一千万工人发起同情罢工，占到当时法國人口的22%。同情罢工的主要标志是一系列去中心化的，团结了左翼政党、学生和工会的野猫罢工。这是法国历史上规模最大的总罢工，也是第一次全国性的野猫罢工。
五月风暴的余波至今仍影响着法国社会，它本身也被视作法国历史的文化、社会及道德上的转折点。罢工迫使政府在劳工权利方面做出重大让步，包括加薪、改善工作条件和扩大社会保障。五月风暴还激发了女性主义、环保主义与LGBTQ行动主义，并推动了哲学、媒体和学术界的激进思想变革，影响了米歇尔·福柯和让·鲍德里亚等知识分子。在法国，这场运动的口号和图像仍然是政治与社会话语的基石。当年的运动领袖之一的阿兰·热斯马尔指出运动本身“作为一场社会革命，而非一场政治革命”已经成功。

## 概述

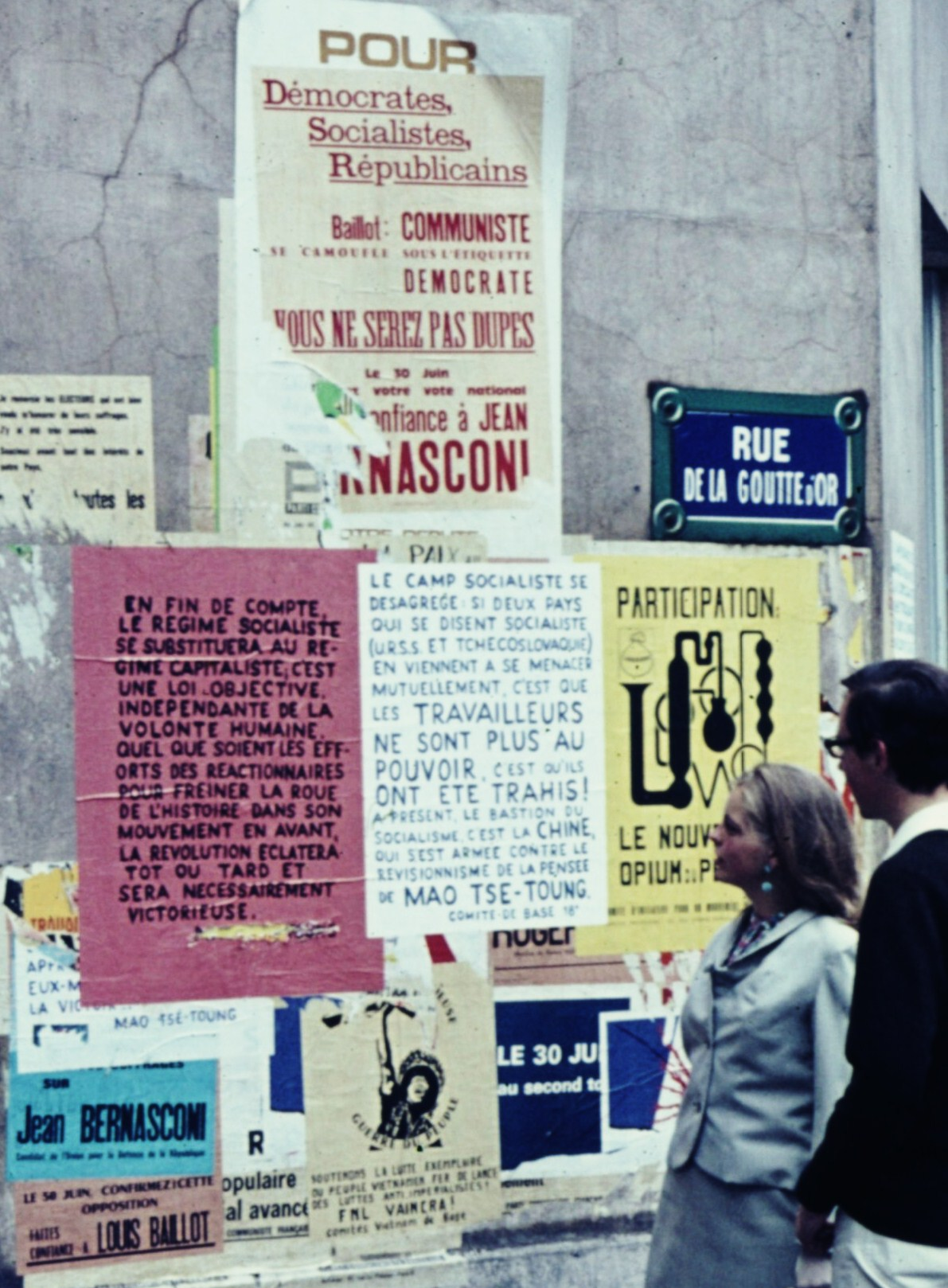
1968年7月的巴黎

这场运动本质上是学生运动与工人运动的空前结合。除物质待遇与薪资诉求外，其更对1958年建立的戴高乐体制发起挑战，并展现出对各类权威的多维度批判。学生群体的核心诉求包括：推动道德观念革新；批判传统大学的保守体制；反对消费主义社会、资本主义制度、父权制结构、家长主义及传统价值体系。
此外，五月风暴属于1968年全球范围内学生和工人参与的一系列社会运动的组成部分。必须将其置于铁幕两侧普遍沸腾的背景下理解——包括德国（德意志之秋）、意大利（铅色年代）、美国、日本（赤军派）、墨西哥和巴西的动荡，更不用说布拉格之春时期的捷克斯洛伐克或处于文化大革命中的中华人民共和国。
在法国，这场运动呈现出独特面貌：自1968年5月13日起，大规模学生示威与法国20世纪最重大的总罢工汇合，其规模甚至超过了1936年人民阵线时期的六月罢工。持续数周的瘫痪状态催生了全民表达热潮：街头巷尾、机关企业、学校剧院、青年文化之家乃至全国家庭中，随处可见自发组织的食物供应系统、无休止的讨论辩论、即兴集会，以及对生活乐趣的集体追寻。
这场爆发既混乱又复杂，时而激烈，更多时候却充满戏谑与欢庆。五月风暴犹如一个充满革命幻想的抒情时刻，燃烧着对生活与世界彻底变革的炽热乌托邦信仰。这种特质尤其体现在铺天盖地的海报、涂鸦和充满想象力的标语中——诸如“选举，愚人的陷阱”等口号。
尽管该事件常被称作“未完成的革命”，并且大量借鉴了法国大革命的修辞与象征（如街垒、红黑旗帜），五月风暴实际上并未出现政变或内战的企图——纵使众多革命组织、左翼团体、无政府主义者和情境主义者积极参与并推动了这场运动。

## 事件背景

### 辉煌三十年

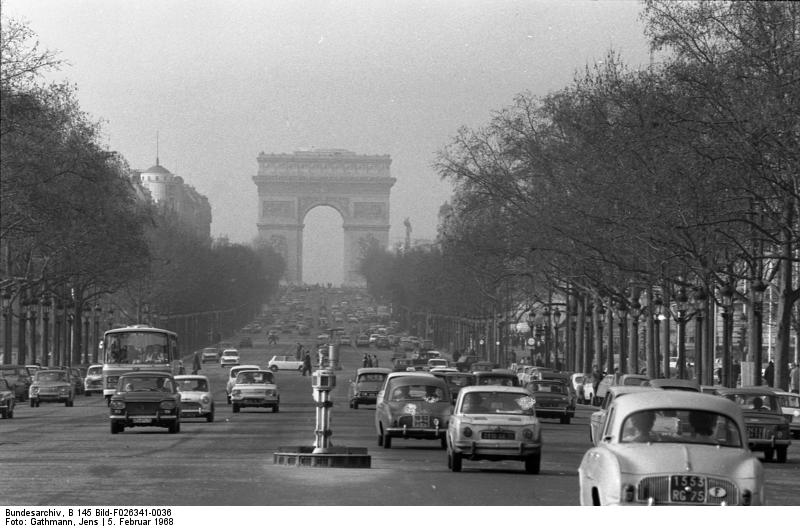
1968年初的巴黎

二戰結束後，法國进入了称为“辉煌三十年”的经济快速发展阶段。在這三十年期間，法國經濟快速成長，並且建立了高度發達的社會福利體系。法國人民的生活水準提高了两倍以上，工資大幅上升。許多農村人口遷移至都市，法國進入城市化社會。1945年法国仍然有三分之一的人口从事农业生产，而到1968年则下降至15%；但与此同时，美国的农业生产人口占总就业人口的6%，英国则为4%。
颇具讽刺意味的是，1968年五六月间的社会危机爆发于法国空前的繁荣十年之末。经济层面，此时正值“辉煌三十年”巅峰期，国内生产总值年增长率稳定在5%左右。1960年代按购买力平价计算的人均国内生产总值年均增幅同样高达5%。法国产品以每年6%的比率增长。生活质量也同步提升：1954至1968年间，拥有浴缸或淋浴设施的家庭比例从10%升至50%，配备卫生间的家庭比例从25%增至50%；1958年，仅有10%的法国家庭拥有电冰箱，而至1969年这个数字上升至75%。消费社会已深入人心，但人们尚未充分意识到其造成的全部影响及正在加剧的全球贫富差距失衡。弗朗索瓦·密特朗曾言“消费型社会正反噬其身”。

### 婴儿潮和人口激增

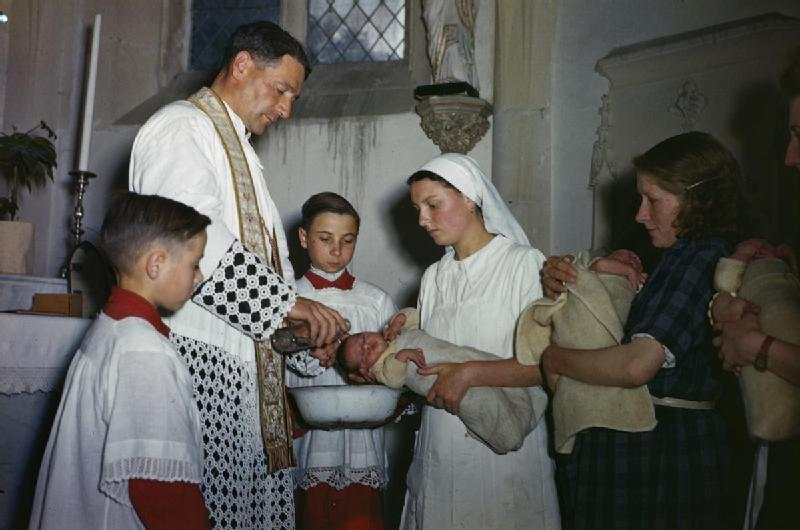
在法国的贝努维尔托儿所中出生的婴儿正在受洗，摄于1944年7月27日

1914—1918年第一次世界大战中大量人口损失使1968年法国成年人的比例达到历史低点，二战后出生率的恢复（出生率从1938年的14.6%上升到1945年的20.8%）又使1968年的青年人群体突然地膨胀。20世纪60年代初，法国人口每年增加50万人。
法国在成年人不足（1966年20—60岁的人占48.5%）、人口老龄化（60岁以上的人占17.6%）的同时，青年人（20岁以下的人）却占法国总人口的33.9%。

### 经济危机
法国社会非常不平等，基尼系数居高不下，部分群体被排除在这轮快速财富增长之外。这种增长还与1957年《罗马条约》逐步建立的欧洲共同市场带来的国际竞争加剧相关。六国间关税壁垒于1968年7月1日完全取消。在此背景下，薪资压力与社会矛盾持续升级，纺织、机械、冶金行业出现大规模工厂倒闭潮。
早在此前，法国经济恶化的显著征兆已然显现。1963年矿工大罢工昭示着采矿业在最终危机爆发前的困境。1966至1967年间，巴黎地区和各省罢工频发。1967年，法国出口只能覆盖进口的91.8%，留下50亿法郎的赤字。失业人数持续攀升，青年群体首当其冲，政府不得不在1967年成立国家就业局。1968年初失业人口达30万至80万，失业率2%。需要注意的是，失业人口中有一半的人年龄低于25岁。
棚户区依然存在，最著名的楠泰尔贫民窟就矗立在大学生眼前。200万劳动者仅能领取转业最低保障金，包括大量产业工人、女性和移民劳工，他们被繁荣拒之门外。工会强烈反对1967年《社会保障条例》。实际工资开始下降，劳动者对工作环境忧心忡忡。工会组织只有在大企业里才被允许建立，准军事性的泰罗制仍然猖獗。熟练工人、办事员、低级管理人员，希望拥有企业决策权，希望有更坚强更积极的工会领导。
精英领导着1968年的法国社会，高等工业和大型企业一般为精英所控制。老一辈的大亨很早以来就与上层政界结成了联盟。这两个精英集团往往借助于熟练的工资让步换取和平与发展，对工人理论和运动处理得相当精炼。但这些资产阶级与其它发达国家的资产阶级相比，更加保守，遵守习俗，也更加与底层阶级割裂。控制小型企业的地方小企业家习惯于准军事性的和家长制的管理方式，对待工人请愿一律驱逐。

### 大学危机
第二次世界大战后，“婴儿潮”一代进入大学年龄，加之政府推行的开放性招生政策，法国大学生数量急剧膨胀。1938年法国大学生仅有5万人，1960年超过25万，1968年猛增至50万。
法国的大学体系在很大程度上仍沿袭自拿破仑时代建立的中央集权模式，课程设置陈旧，教学方法刻板，内容脱离社会现实。学生几乎没有选择课程的自由，也无法参与学校的管理。考试问题一直都是学生之间关注的话题，抗议的大学生普遍认为高等教育的“客观作用就是通过考试的方式对有教养阶级的阶级身份加以认可”。需要注意的是，社会底层出身并非考试成功的阻碍；一项在图卢兹的调查显示，工人出身的大学生在更大比例上通过了中学教师职业能力考试或高等教师资格会考。
大学入学机会的“大众化”并未带来社会阶层的相应流动。教育体系依然以培养精英为导向，但毕业生数量的激增稀释了大学文凭的价值。许多来自普通家庭的大学生毕业后发现，由于缺乏最基本的职业指导，他们难以找到与自身学历相匹配的“体面”工作，面临着“毕业即失业”的困境。此外，三分之四的法国学生课业不及格后辍学。这种对未来的普遍焦虑感，成为了学生不满情绪的重要组成部分。此外，学生群体对“择校问题”感到不安。1967年，教育部长克里斯蒂安·富歇为改革过于拥挤的大学引入竞争性的入学制度，但社会学研究表明这种入学程序在维持法国社会的阶级偏见方面发挥着重要作用。

### 政治背景

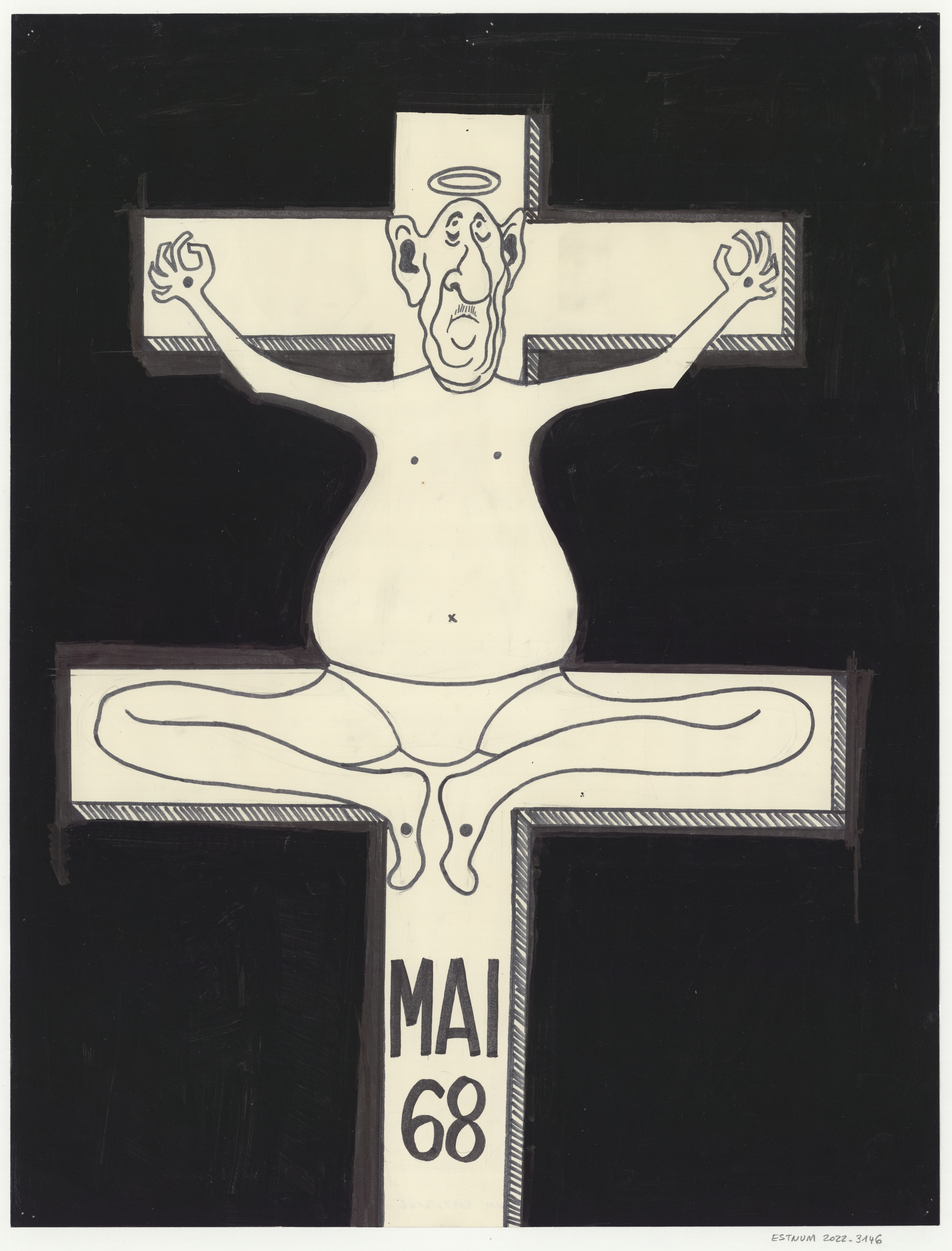
讽刺戴高乐的海报

从政治层面看，这场运动爆发时，自1958年建立的戴高乐体制已显疲态。1965年法国首次全民直选总统中，戴高乐意外被弗朗索瓦·密特朗和让·勒卡尼埃逼入第二轮投票。到1967年立法选举时，戴高乐派在国民议会的多数优势仅剩一席。中间派如瓦莱里·吉斯卡尔·德斯坦对当局的支持已附加批评性保留条件，基督教民主人士如让·勒卡尼埃仍持反对立场，极右翼则因维希政权审判和“放弃”法属阿尔及利亚而耿耿于怀。戴高乐派内部对保守色彩浓厚的乔治·蓬皮杜长期担任总理日益不满，而蓬皮杜自1965年起便与戴高乐存在隐秘的继任者之争。1968年5月13日游行中“十年够了！（Dix ans, ça suffit !）”的口号，折射出民众对戴高乐执政的普遍倦怠。  
戴高乐的上台本身与特殊社会矛盾相关——1958年五月政变期间，他巧妙利用阿尔及尔军人夺权后的乱局，以“救世主”姿态重掌权力。因此在反对者眼中，其政权合法性始终受“政变原罪”质疑。尽管戴高乐取得结束阿尔及利亚战争、完成去殖民化、解决金融危机、实现经济持续增长等成就，且通过1958年法国宪法确立的半总统制强化行政权（包括总统普选直选和多次动用全民公投），但其威权作风仍引发日益强烈的批评。垄断广播电视的法国国家广播电视公然成为官方传声筒，而巴黎警察局长莫里斯·帕蓬——1961年巴黎惨案和1962年夏洪地铁站事件责任人——直到1967年才被左翼人文主义者莫里斯·格里莫取代。此外，戴高乐追求国际威望的民族主义政策，与其78岁高龄形成的守旧形象，同法国民众对物质文化生活的期待日益脱节。1968年3月，皮埃尔·维昂松-蓬特在《世界报》的著名社论《法国人百无聊赖》中，援引了拉马丁在1848年革命前对基佐政府的看法。
作为左翼第一大党的法国共产党始终未能完成去斯大林化。苏联和东欧的官僚主义体制令极左翼青年日益向往古巴或中国模式。与此同时，非共左翼势力的分裂与信誉危机又为托派、毛派等“左翼小团体”在主流组织边缘的滋长提供了空间。主要由中学生和大学生组成的，全国越南委员会等组织，通过反对越南战争中“美帝国主义”的抗议活动持续激发青年政治热情。冷战背景还催生了反核运动思潮。  
克莱蒙费朗、南特、蒙彼利埃和南锡等大学在3月22日运动前就已躁动不安，该运动在早期传单中明确提及这些先驱。  
1968年2月，法国共产党与工人国际法国支部（SFIO）合作成立了选举联盟，共产党自此长期支持SFIO的候选人，而两党在该年二月的《二月宣言》中一致同意以联合政府的方式让法国总统夏尔·戴高乐和他的戴高乐党下台。

### 文化环境

法国青年，1968年5月摄于巴黎

1968年五月风暴必须置于一个剧变的世界背景下理解。农村人口外流与城市化加速、生活水平显著提高、国民教育与大学教育普及化、休闲娱乐文化与大众媒体的兴起，这些前所未有的变革在不到一代人的时间内集中爆发。
1960年代也是青年（占人口三分之一）确定自身政治文化地位的年代。青年文化通过专属媒体（如讽刺杂志《切腹》、先锋杂志《当前》）、热门广播节目（《嗨，哥们》）和偶像歌手（滚石乐队、披头士乐队、强尼·哈立戴等）形成独特身份认同。
宗教层面，梵蒂冈第二届大公会议动摇与革新了法国的传统天主教体系，尤其体现在公教进行会上。1964年起，代表大量青年基督徒的法国童子军率先打破军事化层级结构，推行团队决策集体化。基督教学生青年陷入分裂，自1964年就需教会高层整顿。1965年10月23日，教皇保禄六世再次授权工人神父在工地工作。众多信徒致力于革新教众与教会权威的关系，重构教义实践，甚至尝试调和信仰与革命的关系。
社会学领域，1960年代群体动力学培训已渗透至各类组织管理阶层，公开辩论成为风尚。
但成人社会对青年群体的焦虑与诉求（尤其是性自由领域）反应迟钝。法国虽在1967年12月签署了《诺伊维特法案》批准避孕药使用，但普及率仍有限。
社会分野依然森严：大部分大学生来自资产阶级（楠泰尔大学的学生大约只有10%出身工人阶级家庭，全法国的大学生则只有6%），家长主义无处不在。此外，在大学生眼里，男女互访完全是正当的。1967年，克里斯蒂昂·富歇批准女生可以访问男生房间的法规，而大学男生仍然禁止进入女生宿舍。1968年初，巴黎地区的学生反对陈旧规定的浪潮再次掀起。
滞后的教育体制与青年渴望间裂痕日深。在哲学领域，多位思想家持续对该运动产生影响。弗洛伊德马克思主义者威廉·赖希于1927年及1936年分别出版了英文版《性高潮的功能》和《性革命》；赫伯特·马尔库塞于1964年出版法文版《单向度的人》和《爱欲与文明》；情境主义国际成员也出版了一些著作：拉乌尔·瓦内格姆1967年《日常生活的革命》、居伊·德波1967年《景觀社會》及集体宣言《论学生生活的贫困——从经济、政治、心理、性特别是智力层面分析及若干改善途径》。此外，巴黎高等师范学院的结构主义马克思主义哲学家路易·阿尔都塞培养的马克思列宁主义理论家，成为法国早期毛主义组织的雏形。
激进青年群体着迷于第三世界革命典范：毛泽东、胡志明、切·格瓦拉、菲德尔·卡斯特罗成为精神图腾，中国红卫兵的崛起更昭示青年作为政治力量颠覆成人权威的可能性。他们同样密切关注美国民权运动、静坐示威及嬉皮士运动。1968年4月，德国社会主义学生联盟与西德当局的激烈冲突引发回响。这些国际联动将法国事件置于全球反抗谱系之中。

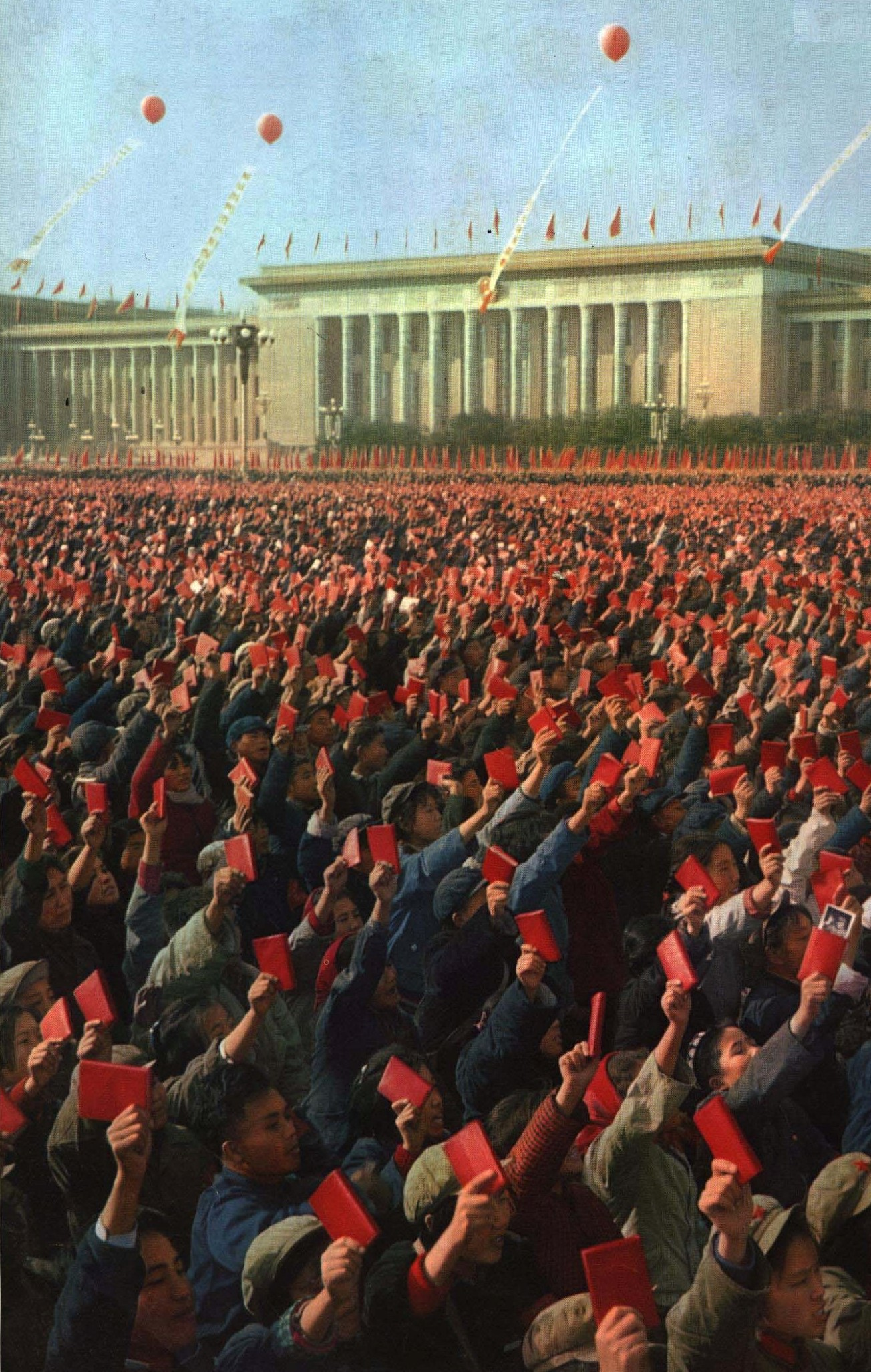
文化大革命时期的红卫兵

1964年中国与法国建交，法国成为首个与中国建立大使级外交关系的西方国家，中国的思想文化产品得以较顺利地进入法国。毛泽东的著作《毛主席語録》（即红宝书）在当時的法国十分畅销。毛主席语录在巴黎高等师范学院的学生之间传播开来，同时鼓舞了左翼知识分子，并团结了学生和工人的思想。学生们对中国的钦佩也投射到了五月风暴之上。

## 导火索

### 1968年1月楠泰尔大学游泳池剪彩事件
1968年1月下午5点20分至5点40分，法国青年与体育部长弗朗索瓦·米索夫出席了位于南泰尔鲁昂街（rue de Rouen）2号的学院新体育馆落成典礼，以缓解紧张局势。米索夫向建筑师询问了一些技术问题，包括有关供暖和通风系统以及水净化系统的问题。当部长离开时，大约五十名等待他的学生开始高呼口号，抗议学校的限制和政府的漠视。部长希望发起对话。丹尼尔·孔-本迪当众质问米索夫，为什么他在最近出版的《青年白皮书》中，没有谈及学生的性问题。米索夫轻蔑地回应，建议孔-本迪跳进新落成的泳池“消消火”。孔-本迪立即反驳道：“你可以去当希特勒青年团的部长！”后来孔-本迪通过道歉信的方式平息了这场事件。
这次事件让孔-本迪声名鹊起，成为反权威的挑衅者，并在法国青年中获得了广泛的支持。此次事件也促成了忿激派接下来的抗议行动。1月24日，忿激派在大厅里示威，示威者的主要标语是如此评判的：“格拉潘，纳粹！”左派老师则高唱：“啊！够了！够了！莫林，列斐伏尔，我们讨厌你们！啊！够了！够了！还有那个图雷纳，我们要你们的命！”警察蜂拥闯入大厅抓闹事者，大学生则立即手挽着手，团结一致。

### 3月22日运动
参加3月22日运动的学生在接过多个小型团体（如情境主义者、勒内·里塞尔领导的“忿激派”以及无政府主义者）的抗议旗帜后，于当日占领了楠泰尔大学行政大楼B栋顶层的评议大厅（salle de conseil）。学生的主要诉求是抗议两天前在反越南战争示威活动中泽维尔·朗格拉德（Xavier Langlade）等6名中学生被捕事件。1968年5月2日，楠泰尔大学组织“反帝国主义日”活动，勒内·雷蒙的课程因此被迫中断。院长皮埃尔·格拉潘随即决定通过行政手段关闭学院，此举促使抗议运动于次日蔓延至拉丁区和索邦大学，标志着五月风暴的正式开端。
这场运动具有强烈的反权威主义特质，其政治理想深具自由意志主义色彩，强调个人自由，并对消费主义、威权主义和帝国主义展开尖锐批判。运动还涉及日常生活议题，包括争取男生进入女生宿舍的权利以及性解放等诉求。
作为一场自发主义运动，3月22日运动通过系统性的直接行动（特别是占领行政建筑）崭露头角，并通过向所有人开放的直接民主形式——全体大会发展壮大。该运动既拒绝被制度化为政党组织，又推动着学生群体此时此地的自我组织进程。

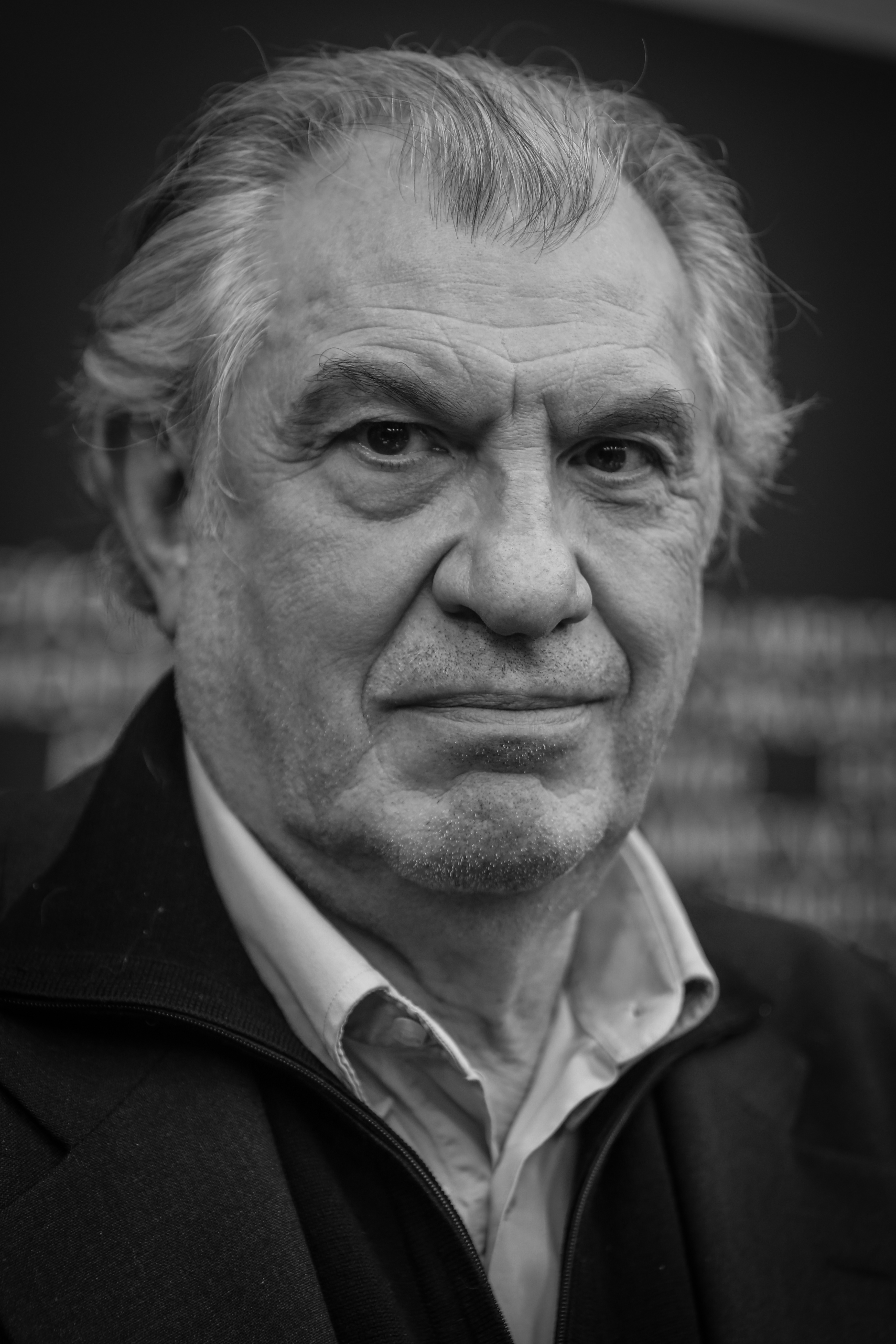
塞尔日·朱利

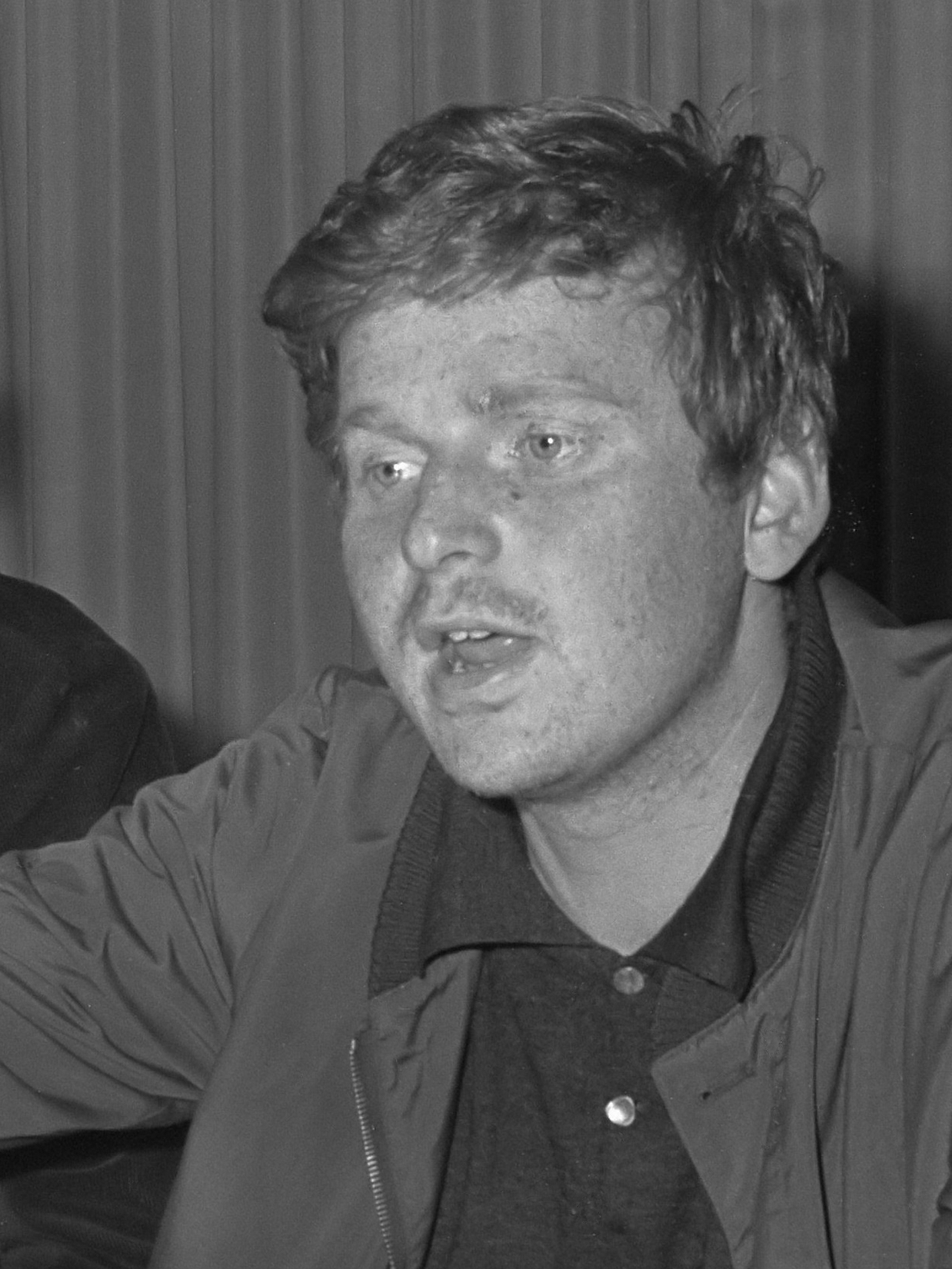
1968年的丹尼尔·孔-本迪

严格来说，这场运动并不存在所谓的“领军人物”，它始终保持着“多元形态”且没有中央组织架构。不过，参加运动的其中某些人后来被塑造为该运动的象征符号——尽管他们的个人言论无法涵盖运动内部的多元观点，甚至某些人事后的论述存在重构历史之嫌。其中最具代表性的当属塞尔日·朱利和丹尼尔·孔-本迪。后者于1975年在德诺埃尔出版社率先出版自传《大杂烩》，书中首次公开了已故摄影师吉勒·卡龙拍摄的经典照片《索邦大学前对峙防暴警察的丹尼尔·孔-本迪》，这张被用作书籍封面的影像后来成为20世纪传播最广的新闻图片之一。
这场运动的成因错综复杂。研究指出，战后重建时期结束后，法国社会的人际关系与道德观念日趋僵化，物质条件也开始出现恶化迹象。当时巴黎周边遍布贫民窟（尤以楠泰尔为甚），前往新建校区的学生们首次直面贫困阶层与工人阶级的生存状况。学生群体的不满情绪，与产业工人多年累积的抗议浪潮最终形成共振。

## 事件起始与发展

### 索邦大学示威

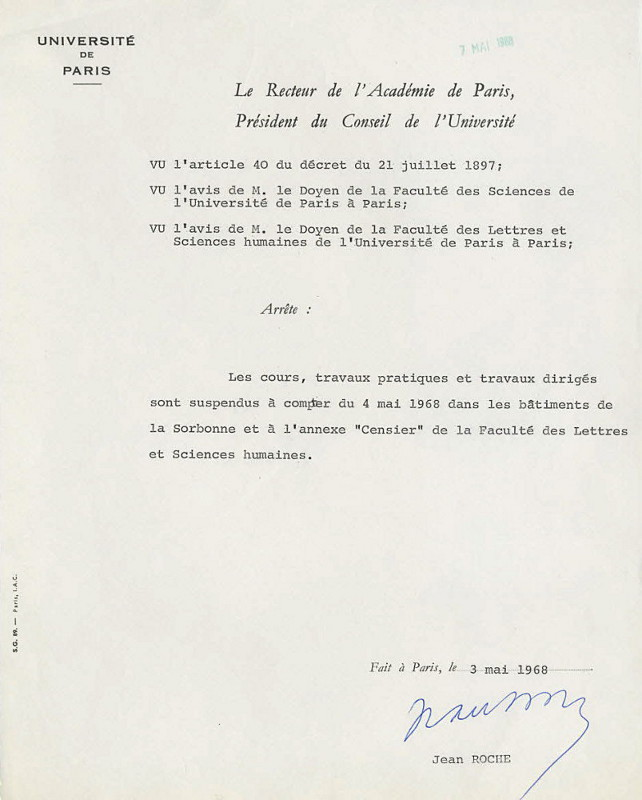
巴黎学区校长于1968年5月3日签署的暂停索邦大学课程的命令。法国国家档案馆 20020476/301

5月3日，索邦大学庭院被约150至400名示威者占据（人数因来源不同而异），其中部分来自因冲突被院长皮埃尔·格拉潘关闭的楠泰尔校区。集会中，多名发言人通过扩音器发表演说，其中包括因下周一将在楠泰尔接受纪律委员会听证的七名学生之一的丹尼爾·孔-本迪，其发言被法国国家广播电视录制。这些5月3日的影像在两周后，即5月14日，才通过Zoom杂志播出，且节目经过大幅删减。
部分学生手持木棒和石块，声称这些是“反法西斯物资”，因有传言称极右翼团体“西方”计划冲击校园，暴力驱逐示威者。巴黎学区校长兼大学理事会主席让·罗什要求警方介入，“驱逐滋事者以恢复秩序”。开始时几乎没有发生冲突，学生不抵抗，革命共产主义青年的克礼文和其它学生领袖同巴黎警察厅副厅长格罗斯佩良（Roger Grosperrin）谈判之后，答应离开。之后多名学生被捕，一些女学生呼吁释放被捕者。下午5点15分，数百名学生及路人与警方发生激烈冲突。据警方报告：“他们采用短暂但激烈的骚扰战术。20时25分，三名警官……协调各自警力，采取强硬行动并使用催泪瓦斯，清理了卢森堡宫周边。示威者尝试搭建街垒，但均被放弃；为解救同伴，他们成群冲击我方警力。”
巴黎学区校长未经预警或协商便直接要求警方干预索邦大学的行为，引发了学生群体的强烈不满——他们原本以为大学的自治地位能保障其安全。这次冲突也催生了该运动的著名口号“CRS-SS”。5月4日，巴黎楠泰尔大学院长皮埃尔·格拉潘、巴黎科学院院长马克·扎曼斯基及前校长让·卡佩尔相继谴责这种侵犯“学术圣地”的行为。
当日共逮捕574人（一说596人，另一说超过600人），包括学生全国联盟领导人雅克·索瓦若，以及何塞·罗西、埃尔韦·夏巴利耶、亨利·韦伯、居伊·奥康海姆、丹尼爾·孔-本迪、布里斯·拉隆德、伯纳德·盖塔和阿兰·克里文等人。骚乱共造成巴黎481人受伤，其中有279名学生，202名警察。

### 5月6—7日

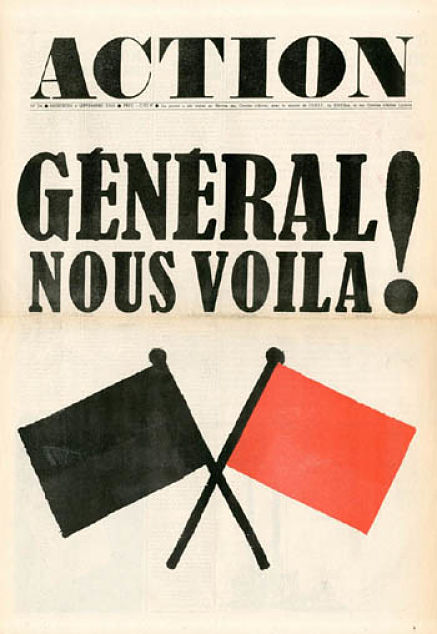
法国学生运动中大型小开本报纸《行动》（Action）某期封面。

5月6日，包括丹尼爾·孔-本迪、让-皮埃尔·迪特伊和勒内·里塞尔在内的八名楠泰尔大学学生被校方纪律委员会传唤。楠泰尔大学教授亨利·列斐伏尔、居伊·米肖、阿兰·图雷纳和保罗·利科陪同前往以示支持。
学生立即以暴力示威回应：投掷铺路石、构筑街垒。当部分示威者被判监禁的消息传出后，抗议活动再度升级，无政府主义口号开始大量涌现。伤亡情况统计众说纷纭。
全国高等教育工会主席阿兰·热斯马尔宣布支持示威者。法国共产党及部分极左翼组织（如共产主义青年联盟马列的毛派成员，其领袖为罗贝尔·兰哈尔）起初措手不及——他们认为革命应来自工人而非学生，且3月22日运动的诉求在他们看来“幼稚”、“小资产阶级”且本质上是“左倾冒险主义”。经过短暂犹豫后，他们仍试图将这场“反抗”引向工人群体。而总工会明确拒绝跟进，其总书记乔治·塞吉事后向媒体解释：“孔-本迪是谁？你们大概是指那个大张旗鼓的运动，在我们看来，它无非是想利用学生运动将工人阶级引入冒险。”
5月6日，斯特拉斯堡、布雷斯特等全国二十几个城市爆发了支持巴黎学生的示威活动，而第戎却出现了截然相反的景象——数百名学生高呼“第戎不要楠泰尔之乱（Pas de Nanterre à Dijon）”等口号游行。
5月7日，曾改革共产主义学生联盟机关报《光明》的前领导人让·沙利创办《行动》，参与撰稿的包括让-马克·雷泽、毛里斯·西内、乔治·沃林斯基，以及让-保罗·多莱、让-马塞尔·布格罗、居伊·奥康海姆、贝尔纳·库什内和安德烈·格鲁克斯曼等人。这份周报迅速转为日报，最高发行量达十万份，直接在街头销售。
5月8日是社会人士支持学生选择的最高点，法国民意测验机构报告五分之四的巴黎居民赞成学生方面。让-保罗·萨特和西蒙·德·波伏娃组织了一个支持受害学生的委员会。法国获得诺贝尔奖者弗朗索瓦·雅各布、阿尔弗雷德·卡斯特勒、安德列·利沃夫、弗朗索瓦·莫里亚克和雅克·莫诺打电报请求戴高乐赦免那些学生，并且重开巴黎大学。戴高乐没有答复。
5月9日，各学院院长要求学校重新开门，并恢复上课。法國學生全國聯盟声明学生应继续罢课，直至实现三项要求中的另外两项：释放并赦免被捕者、撤走警察。全国高等教育工会也决定继续罢教。此外，法國學生全國聯盟已经和法国两大工会的首领，即总工会的乔治·塞吉和法国工人民主联盟的欧仁·德尚举行会谈，讨论学生与工会联合行动的条件。

### 五月街垒之夜

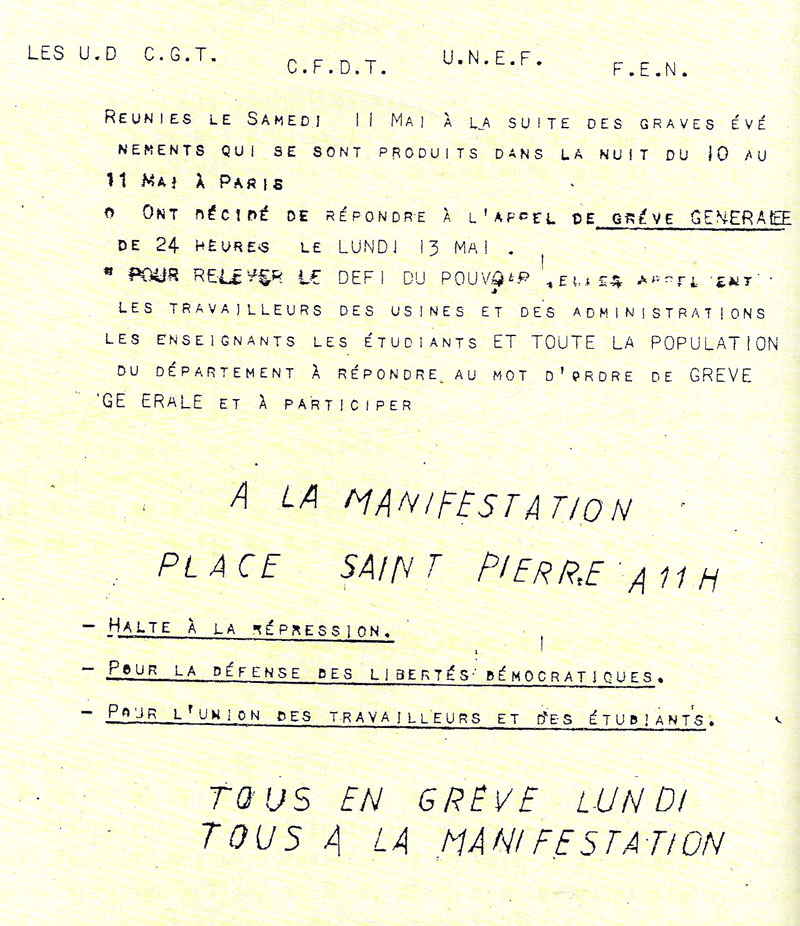
号召参加5月10日巴黎事件后示威活动的传单

5月10日下午，当费尔-罗什罗广场聚集了约2万名中学生和大学生（一说1.5万，警方统计为1.2万人）。当晚至次日凌晨，学生占领了拉丁区，构筑了数十道街垒。巴黎市民带来水和饼干慰问示威者。22时40分，巴黎大学副校长夏兰（Chalin）与热斯马尔谈判，热斯马尔表示除非释放和赦免被捕学生，否则拒绝谈判。孔-本迪与当局谈判后无果。
凌晨2点起，6255名警察对这些街垒发起强攻，史称“五月街垒之夜”。战斗激烈进行了四个钟头，警察一再进攻，把学生赶离街垒。居民纷纷拿饮食给这些造反者，用水淋他们来消解催泪气。有一次，警察袭击一个根本没有参加示威的女孩子，并且剥光衣服，赤裸裸地赶到街上去。图安街的最后一道街垒于5时30分被攻破。
清晨的统计显示：125辆汽车受损，63辆被焚毁；街道满目疮痍，如同战后废墟；247名警察受伤，至少上百名示威者受伤——由于多数伤者未登记，实际人数难以统计（一说367人，另一说370人）。共有469人（一说460人）被逮捕，据警方资料显示其中包括帕特里克·托帕洛夫、米歇尔·沃泽勒和埃芙莉娜·皮西耶等人。
革命共产主义青年的阿兰·克里维纳、埃尔维·沙巴利耶，3月22日运动的丹尼尔·孔-本迪，以及众多来自共产主义学生联盟的老成员（如阿兰·福尔内、安德烈·塞尼克、让-路易·佩尼努、米歇尔·布特尔、普里斯卡·巴舍莱、塞尔日·朱利）和法国学生全国联盟成员，还有情境主义国际的勒内·里塞尔和居伊·德波等人参与了示威。
面对警方镇压，自运动初期起，多数民众（包括教师群体）普遍对学生持同情态度。5月11日黎明时分，工会和政党呼吁在次日举行声援示威。正在意大利访问的法国天主教知识分子中心主席勒内·雷蒙委托让-马里·马耶尔代理事务，该组织对学生骚动保持谨慎沉默，既不谴责也不支持运动；历史学教授皮埃尔·里歇将此次运动比作13世纪的学生抗议活动。教师群体立场分化明显：在楠泰尔校区，安娜·赞克、克洛德·维拉尔、德尼丝·格罗津斯基、弗朗索瓦·比亚夸、让-克洛德·埃尔维、皮埃尔·古贝尔和西蒙娜·鲁等人基本支持学生诉求（尽管对某些抗议形式有所保留）；而雅克·埃尔、弗雷德里克·莫罗、弗朗索瓦·克鲁泽、弗朗索瓦·卡龙和安德烈·沙斯塔涅等人则持反对立场。
5月11日，刚从阿富汗访问归来的总理乔治·蓬皮杜向全国高等教育工会和法国学生全国联盟做出让步，下令重开大学。为平息事态，他要求警方撤离索邦大学。这一被外界视为妥协的举措实为战略调整——蓬皮杜希望通过学生的过激行为使其失去民意支持。夏尔·戴高乐对这种战术性缓和持怀疑态度，暂时保持观望，但保留必要时干预的权力。

5月12日星期日，即五月街垒之夜次日，菲利普·拉布罗在《星期日日报》上发表文章，为使用警方频率进行现场报道的私营电台RTL和欧洲一台喝彩：
干得好！
而当时法国国家广播电视的记者和技术人员正因罢工而放弃报道。这一表态随即引发了抗议者们对其节目的强烈抵制，成为运动中的又一争议焦点。
外省抗议同步升级：斯特拉斯堡大学文学院被学生占领；欧巴涅的中学生要求参与纪律委员会和班级会议；马赛两千名中学生封锁了理学院入口。

## 再度升级事件

### 5月12日总罢工号召
5月12日，法国总工会发起于5月13日发动总罢工的号召。历史学家米歇尔·赞卡里尼-富尔内尔指出，就在此前两天（5月10日晚），反映五月风暴初期情况的电视杂志节目《全景（Panorama）》遭到审查。而5月11日周六，当周五至周六夜间警方暴力画面“震撼整个法国”之际，法国国家广播电视员工通过法新社发表声明抗议审查。法国总工会的罢工号召迅速获得学生团体、全国高等教育工会、法国民主工联、全国教育联合会和工人力量总工会响应。历史学家吕迪维娜·邦蒂尼在其著作《1968》中强调：“各工会发起的24小时总罢工都着重强调学生与工人的团结——原本割裂的两个群体，因警方暴力而走向联合”。
五大工会的联合罢工号召源于巴黎劳动交易所长达8小时（上午10时至下午6时）的艰难谈判。全国高等教育工会总书记阿兰·热斯马尔坚持要求学运领袖与工会领导人共同引领游行队伍，尽管后者因前两周激烈的言语冲突氛围而有所顾虑。
热斯马尔解释道：“我们不能说人们彼此爱慕；我们又不是要结婚。但正是这场运动的受欢迎程度让大家携手同行”。人们在共同的口号（“十年够了！/Dix ans ça suffit”）下团结起来，这是自1958年戴高乐总统重新掌权以来，其政权首次受到挑战。

### 5月13日

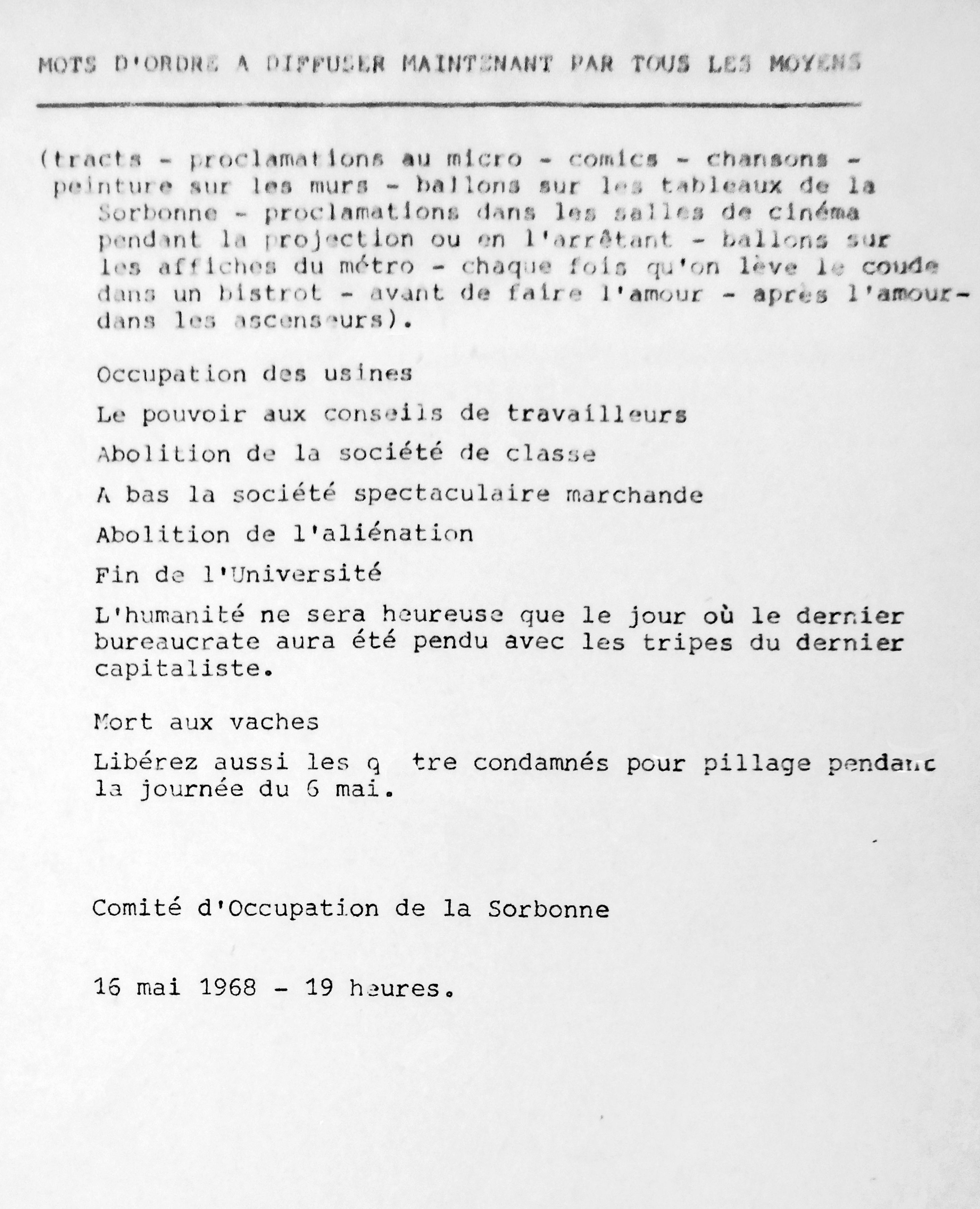
1968年5月16日19时索邦大学占领委员会发布的情境主义者—忿激派传单

5月13日星期一，一场由来自法国各地的高中生、大学生以及罢工工人和雇员组成的庞大示威游行队伍穿越巴黎市区。
当天下午三点左右，位于巴黎东站、巴黎北站、好新闻区、沙特莱广场、巴士底广场和共和国广场之间的所有主干道都挤满了示威者。法国民主工联、法国总工会和全国教育联盟宣称参与人数达到一百万。孟戴斯·弗朗斯、皮埃尔·科特、弗朗索瓦·密特朗、雅克·索瓦若、丹尼尔·孔-本迪、乔治·塞吉、欧仁·德尚、阿兰·热斯马尔、瓦尔德克·罗歇、阿兰·克里文和珍妮特·维尔梅尔施领导了此次游行。
情报局统计有30万人参加游行，巴黎警察总局和巴黎市政府统计为20万人，法国国家广播电视公布的数字为17.1万人，法国政府则宣称有10万人。
与此同时，工会组织宣布全国其他约30个城市也爆发了示威游行，总参与人数达百万之众。据吕西安·里奥（Lucien Rioux）和勒内·巴克曼（René Backmann）统计，“马赛有5万人游行，图卢兹有4万人，里昂有3.5万人，南特有2万人，雷恩有1.2万人，卡昂、利摩日和普罗旺斯地区艾克斯有近1万人游行”。
让-保罗·萨特与西蒙·德·波伏娃此前数日要求会见楠泰尔校区的学生代表团。该校全体会议推举了两名代表：阿兰·热斯马尔和18岁的高中生埃尔塔·阿尔瓦雷斯（西班牙无政府主义者的女儿）。在波伏娃家中持续至凌晨两点的会谈中，两位代表特别提到“萨特表现出谦逊态度，反复确认自己的理解是否准确”。这场深夜对话也旨在规劝热斯马尔避免采取暴力手段。
一周后的5月20日，萨特又专访了丹尼尔·孔-本迪，探讨学生运动的“纲领”与长期“目标”。但后者断然否认存在任何既定纲领，认为“制定纲领必然导致运动僵化”，并强调“当下的混乱状态让人们得以自由发声”。孔-本迪一个月后撰文指出：“我们当中没人读过马尔库塞。有些人当然读过马克思，可能还有巴枯宁，以及当代理论家阿尔都塞、毛泽东、格瓦拉和亨利·列斐伏尔。而3月22日运动的政治活动者几乎都读过萨特”。
最终，根据总理乔治·蓬皮杜的命令，索邦大学重新开放并持续成为抗议运动的重要据点。

### 5月13日后的罢工浪潮
在5月13日大规模示威的次日，即5月14日星期二，罢工行动开始全面蔓延。
当天凌晨，位于摩泽尔省瓦皮的CLAAS工厂500名金属工人率先停工。数小时后，南特布格奈的南方航空工厂工人响应罢工，成为首个被工人占领的工厂，这一行动明显效仿了1936年的占领运动。工人力量在南方飞机制造厂扮演了特殊的角色。同时在鲁昂附近的雷诺—克莱翁工业区，法国工人民主联盟的代表勒内·尤伊努要求与有关领导对话。罢工随后逐步席卷全国。
此时正在罗马尼亚进行国事访问的夏尔·戴高乐（5月14日至19日）起初并未重视这些抗议活动，将处理权完全交给总理乔治·蓬皮杜。

## 全面罢工

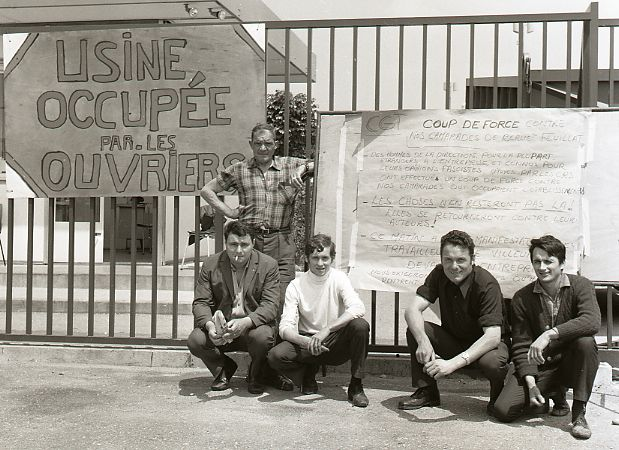
1968年6月，罢工工人在被占领的工厂前示威

出乎各方领导人的预料，原定于5月13日的象征性总罢工在没有明确指令的情况下并未在当天结束。相反，这场运动在随后的日子里迅速蔓延，成为历史上首次自发的总罢工，也是消费社会阶段首次使一个国家陷入瘫痪的大规模罢工。
自发性的罢工和工厂占领行动遍地开花。最早的一起发生在5月14日大西洋卢瓦尔省布格奈的南方航空工厂，涉及约2000名员工；南特工人罢工既是五月风暴中最早也是持续时间最长的工人运动，直至6月14日才告结束。在北部-加来海峡大区（当地最大规模的示威早在5月11日就已开始），85%的矿工参与罢工，于西诺尔-德南（Usinor-Denain）钢铁厂接连举行大型集会。至5月22日，全国有一千万雇员停止工作（包括罢工工人或无法正常工作的工人）。
《星期日日报》在5月19日周日版头版率先报道了这场迅速扩大的罢工浪潮——当时已有超过百家大型企业被工人占领，与此同时法国国家广播电视的技术人员和记者罢工也拉开了序幕。
1968年5月22日，法国马列主义共产党在其机关报《新人类报》上发表文章，称这是“第一次革命性胜利”，并宣称“面对总罢工和学生工人的联合行动，蓬皮杜政府已经投降”。

### 言论解放

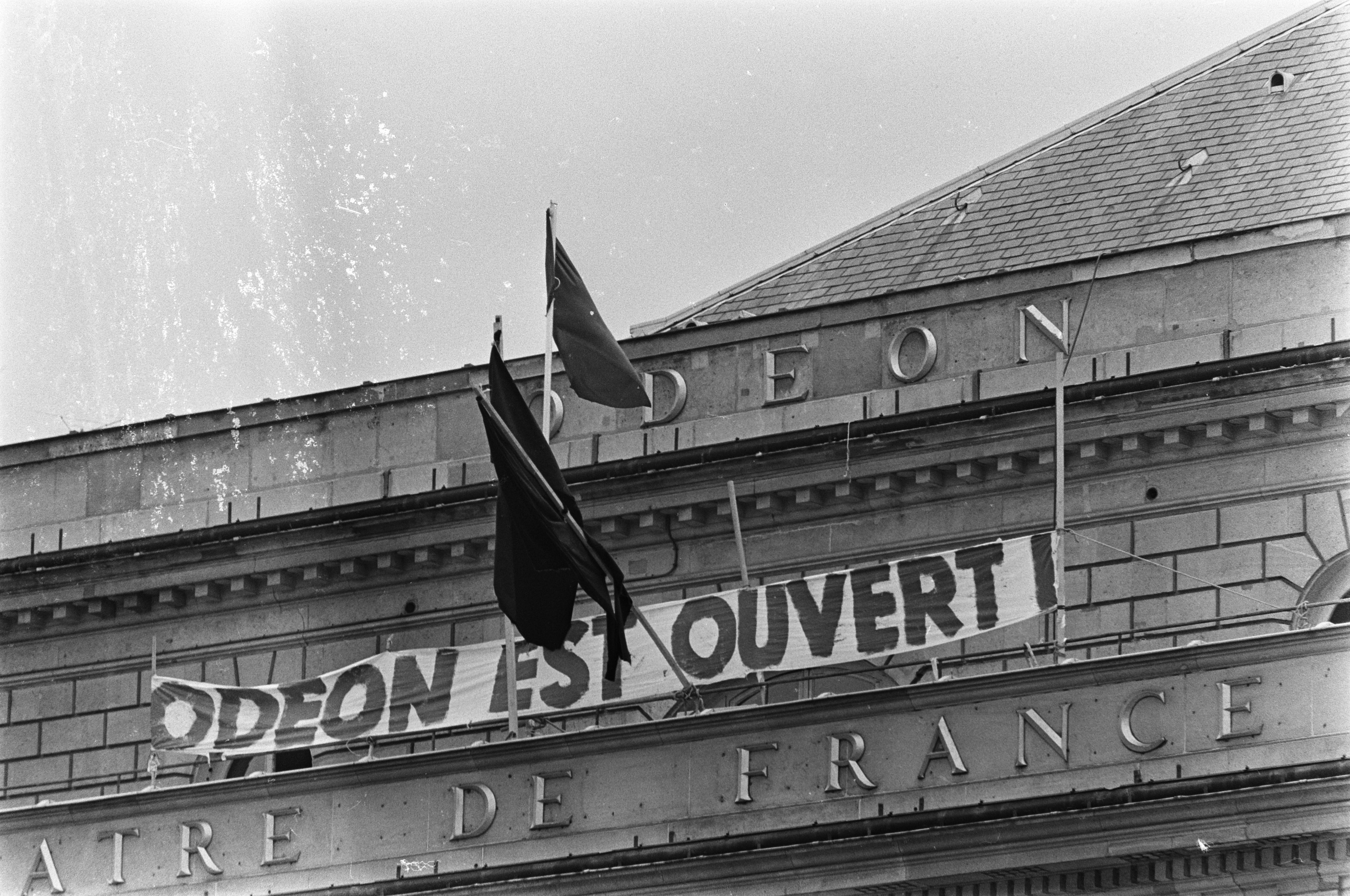
1968年5月，被学生和艺术家占领的奥德翁剧院悬挂着红色与黑色旗帜

在整个法国，突然解放的言论成为法国人几周内存在的核心意义。无论是热情高涨还是惊惶失措，是满腹狐疑还是沉思冥想，每个人都根据自己的感受参与其中或冷眼旁观。陌生人之间、不同代际之间，在街头展开了密集的对话交流。
这场思想交锋最具象征性的场所当属巴黎的奥德翁剧院。自5月16日起，该剧院——正如其在电视新闻发布会宣读的声明所言——“成为工人、学生、艺术家与演员的集会空间”。剧院经理让-路易·巴霍对学生表示同情态度。
与此同时，乔治·蓬皮杜派遣雅克·希拉克秘密联络各工会组织，为后续谈判铺路。

### 丹尼尔·孔-本迪被禁止入境
情报部21日的一份说明证实丹尼尔·孔-本迪已经出境：“内政部已收到情报，丹尼尔·孔-本迪昨晚在福尔巴克越过德国边境，驾驶车牌号为5147 V 92的车辆前往法兰克福。”
《巴黎竞赛报》的摄影师总是伴随着他，在柏林勃兰登堡门前给他拍了一张拎着手提箱的照片。抵达柏林后，这位法国领导人对德国学生说：“革命应该扫除旧世界，三色旗已被撕破，应该换一面红旗。”这将成为剥夺他在法国的居留权的口实。对此，法国政府于当天下午1点20分发出电报回应：“极其紧急。涉外管控。请向各省长、大区区长、边境检查站、陆地、海上及航空口岸转发。禁止1945年4月4日生于蒙托邦的德国国籍公民马克·丹尼尔·孔·本迪入境法国。止。执行情况请以本电文编号回复。完。”
当天晚，学生单独游行，仅有5000人。游行队伍在热斯马尔的带领下登上蒙帕纳斯高地，然后下去向国民议会大厦前进，在波旁宫的栅栏前举行集会。克洛德·埃斯捷等一些议员们带来他们对学生的支持。此次游行诞生了五月中最著名的一些标语，如：“我们都是德国的犹太人！”

### 局势转折
1968年5月27日达成的格勒内尔协议由蓬皮杜政府、资方和工会共同协商，一度让人以为将以一系列社会福利换取复工。这些拟议的社会福利是自法国解放以来——甚至可以说是自1936年6月7日马提尼翁协议以来——前所未有的，但其保障力度却与1936年协议不可同日而语：格勒内尔协议的内容（如企业工会权利、最低工资提高35%、罢工日支付50%工资等）比1936年协议更容易被推翻。
转折点出现在法国总工会总书记乔治·塞居伊向布洛涅-比扬古工人宣布格勒内尔协议内容时。工人们不理睬塞居伊，当即投票通过继续罢工。一切与总工会和蓬皮杜的希望相反。

## 武力清场

### 国民议会解散

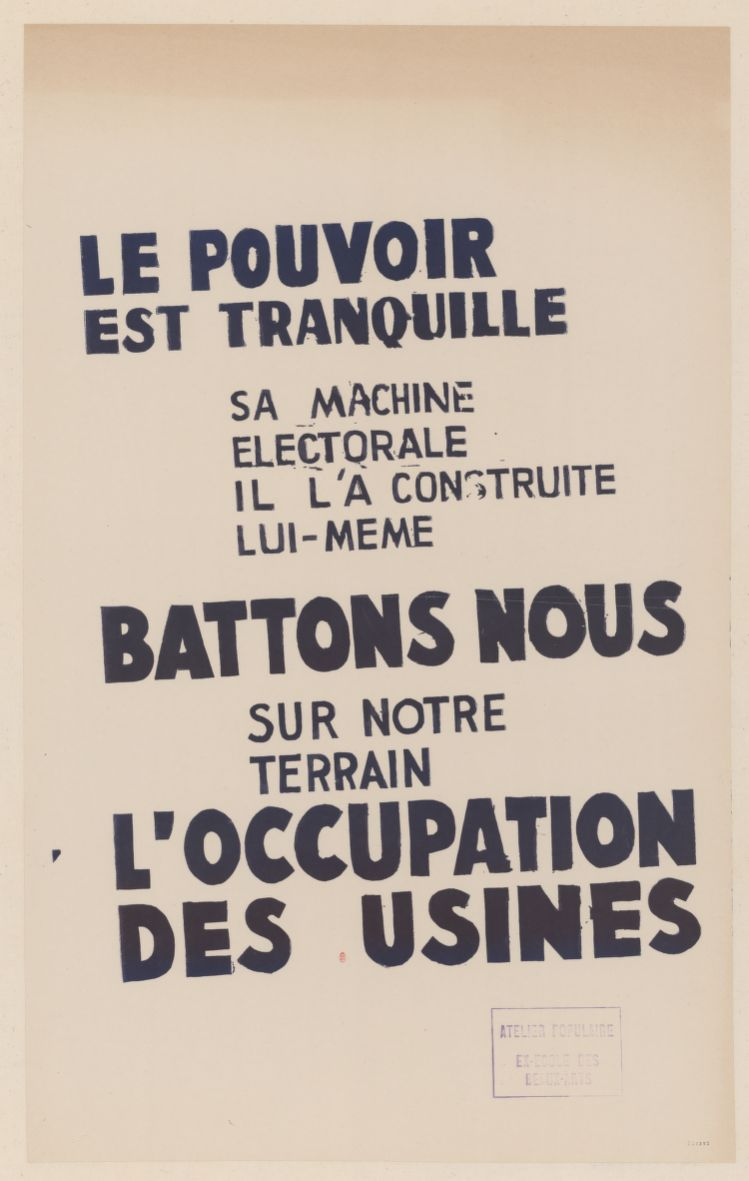
1968年五月风暴时期的宣传画

5月29日，正值抗议浪潮与混乱达到顶峰之际，戴高乐突然消失数小时，引发举国震惊。蓬皮杜与多数派陷入深深不安。这位总统未经通告便秘密前往德国会见雅克·马絮将军，而非如对外宣称般返回科隆贝双教堂村。这一举动暗藏多重深意：是为象征性争取军方支持（尽管无人真正希望军队介入）？抑或利用民众对权力真空的恐惧打乱对手阵脚——当时社会舆论已因运动缺乏明确前景开始转向？又或是身心俱疲的总统确实经历了一段精神低谷，甚至萌生退意？历史学者认为这些因素可能同时存在。
在6月7日与米歇尔·德鲁瓦的访谈中，戴高乐坦言：“5月29日我曾考虑辞职。但随即意识到，一旦离去，汹涌的颠覆浪潮将吞噬共和国。于是，我再次选择了坚持。”
5月30日中午返回巴黎后，戴高乐接受了乔治·蓬皮杜提出的解散国民议会并举行新一届立法选举的提议。

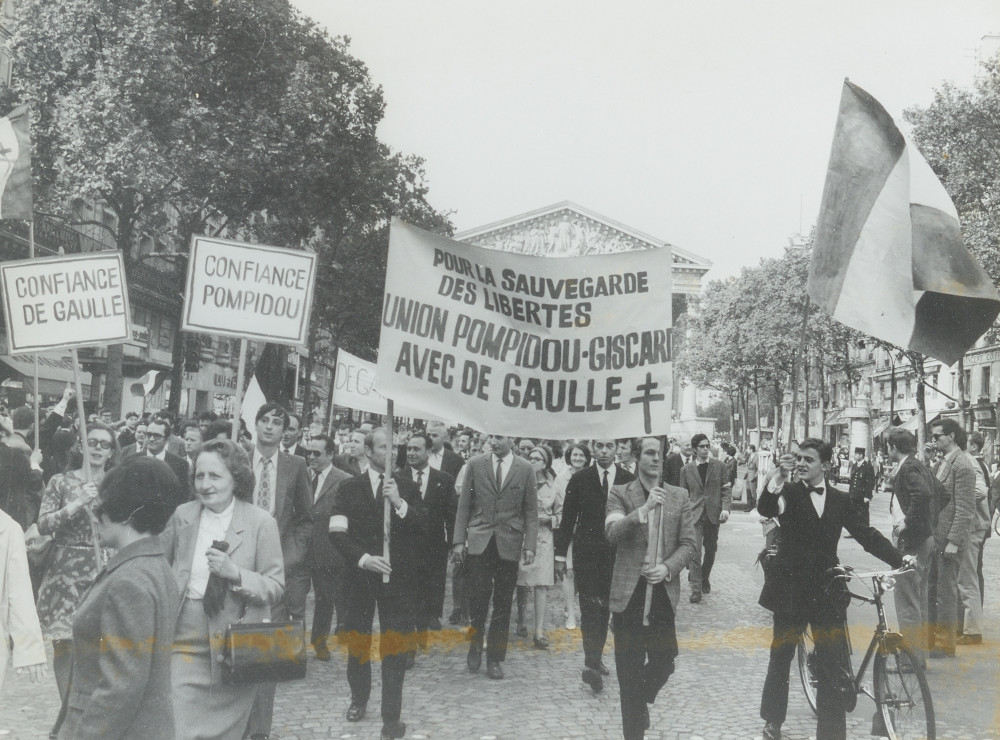
1968年5月30日支持戴高乐的游行

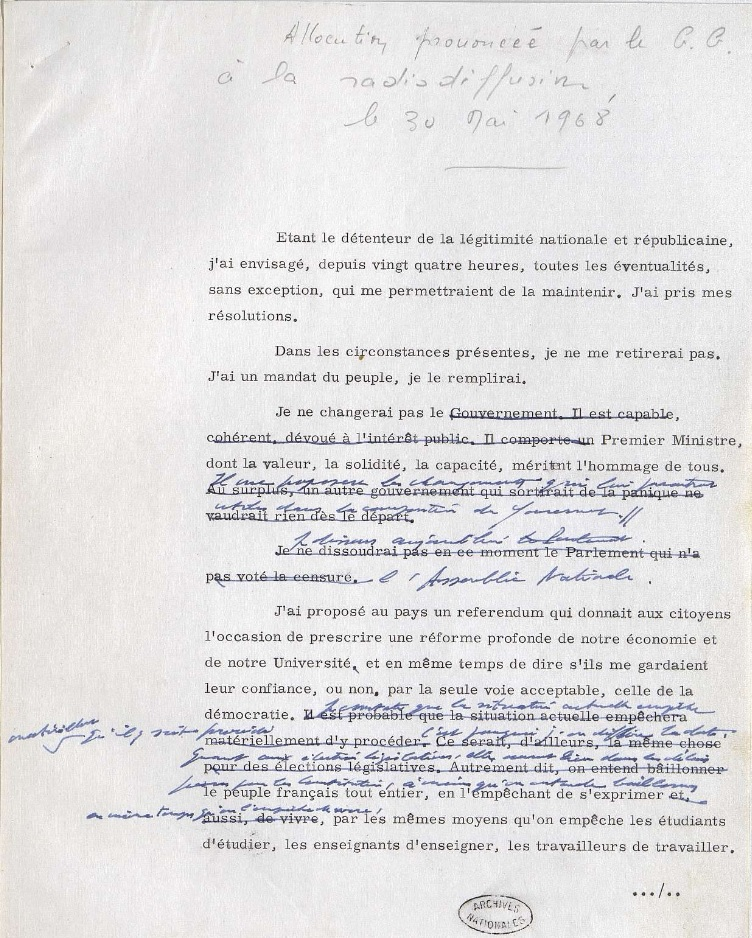
戴高乐将军1968年5月30日广播讲话 法国国家档案馆AG/5(1)/1447

当天下午，由安德烈·马尔罗和米歇尔·德勃雷领导的政府支持者游行在香榭丽舍大街举行，警方统计约30万到40万人参加（一说50万人参加游行），而戴高乐派声称人数达百万。戴高乐随后发表强硬讲话，宣布不会辞职且不更换总理，决定提前举行立法选举：“除非有人企图让法国人民集体噤声，阻止他们表达诉求，就像阻止学生学习、教师授课、工人工作那样”。他刻意在讲话中挑起共产党与戴高乐派的历史对立：“这些手段是通过长期组织的团体实施的恐吓、毒化和暴政，背后是一个极权主义政党，尽管在这方面它已有竞争对手”。他还威胁启动宪法第16条，该条款允许国家元首在特殊情况下行使绝对权力：“如果这种暴力状况持续，为维护共和国，我将不得不根据宪法采取选举之外的非常措施”。  
法国马列主义共产党在5月30日的声明中谴责戴高乐“显露独裁者苗头”，将其比作雾月政变时的拿破仑一世，警告工人提防“法西斯危险”，同时指责法共和法国总工会等“修正主义者”的责任。弗朗索瓦·密特朗则抨击戴高乐的讲话只是“雾月18日、12月2日或5月13日声音的老调”。

### 6月：运动终结与暴力冲突

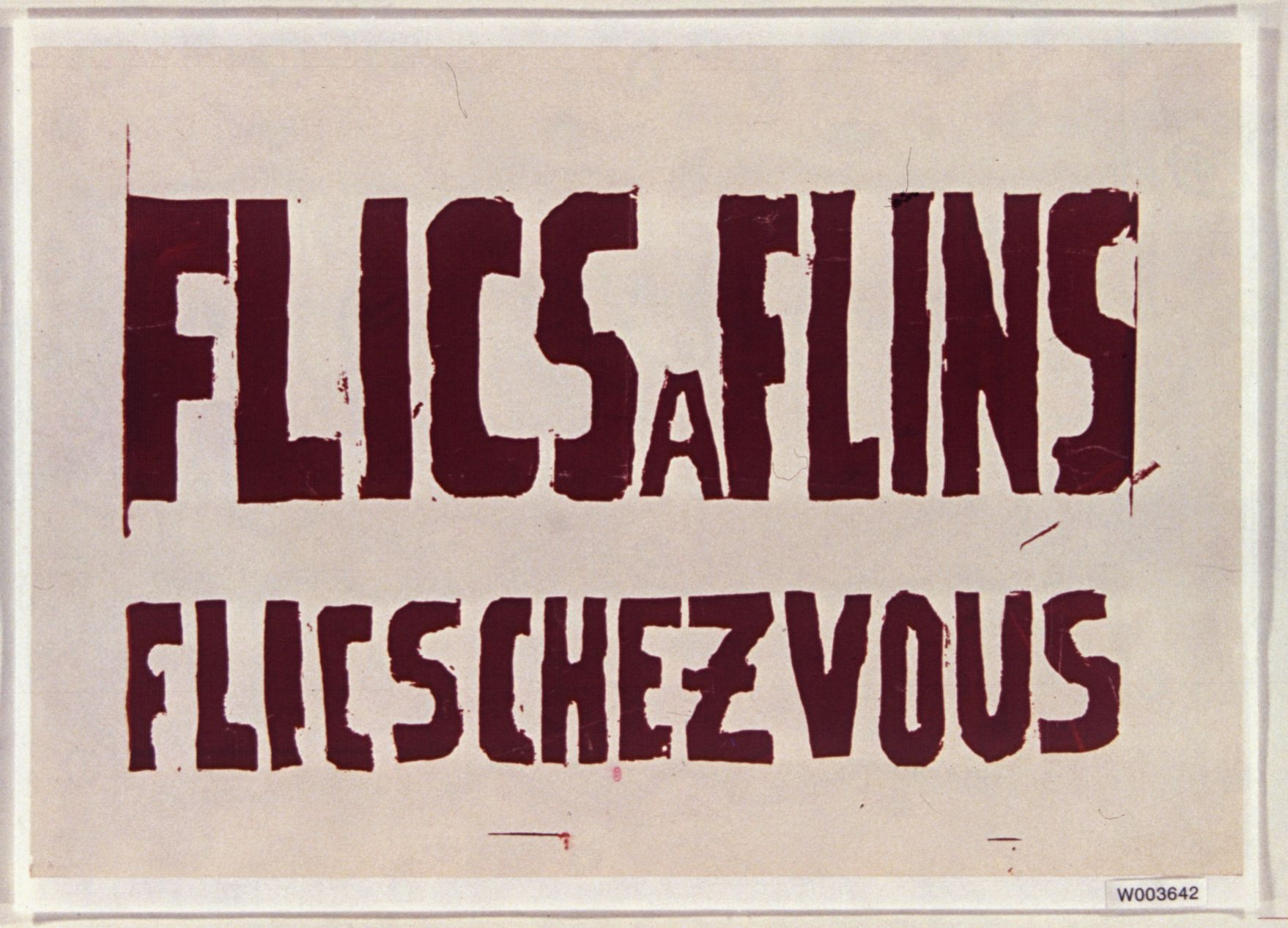
一幅有關弗蘭雷諾工廠衝突的著名海报，上書「FLICS A FLINS, FLICS CHEZ VOUS（警察在弗蘭，警察在你家）」。

5月31日，加油站恢复供油。据媒体报道，装甲部队正向巴黎集结，武装部队在弗里勒兹军营完成部署。6月3日，警方与军方重新控制了被占领的法国国家广播电视发射台。
尽管基层工人自5月27日起一致拒绝《格勒奈尔协议》，但在工会通过让步和谈判逐行业推动复工后，最终放任共和国保安队驱逐最后的抗争者，扑灭各地反抗余火。6月初因此爆发多起暴力事件：弗蘭雷諾工廠在6月7日与10日发生冲突，导致13人受伤，1人死亡；索肖标致工厂于6月11日爆发骚乱，导致3人丧生——17岁的吉尔·托坦、23岁的皮埃尔·贝洛以及49岁的亨利·布朗。随着这些事件发生，罢工浪潮逐渐平息。
6月11至12日夜间，拉丁区爆发了第三次“街垒之夜”。6月12日，政府颁布法令解散多个极左组织。6月14日，警方未遇抵抗就顺利清空了奥德翁剧院。索邦大学于6月16日清空。6月17日雷诺工厂复工。参与罢工的法国国家广播电视记者遭到解雇。当局对运动代表人物展开严厉打压，丹尼尔·孔-本迪被长期禁止入境法国。

## 事件后续
尽管运动在政治上遭遇挫败，但仍取得一定社会文化成果：虽未正式批准，《格勒内尔协议》仍被默许实施了一段时间，其核心内容随着岁月流逝逐步融入多项改革——特别是将最低工资提高到每月600法郎（约合2018年730欧元）。1968年底通过的《富尔法案》废除了拿破仑式大学体制，重启教育分权改革。虽然总理雅克·沙邦-戴尔马（1969—1974年在任）试图满足五月风暴部分诉求的努力遭遇蓬皮杜的保守阻力，但总统瓦勒里·季斯卡·德斯坦在1974年实现了多项改革（堕胎合法化、废除审查制度、公民权年龄降至18岁等），1981年左翼执政后更推进了广播电视自由化、《地方分权法案》等变革。

### 六月底立法选举
解散国民议会是法国总统的专属权力，该措施旨在终止现任所有议员任期并提前举行立法选举。6月23日与30日的选举最终以改组后的保卫共和联盟取得压倒性胜利而告终，戴高乐派在国民议会赢得绝对多数席位，创下历史纪录。但这段时期也埋下了乔治·蓬皮杜与戴高乐关系恶化的种子——选举胜利后，戴高乐立即任命莫里斯·顾夫·德姆维尔接替蓬皮杜出任总理。
舆论曾普遍质疑这种恐慌情绪的逆转——尽管媒体营造出民众支持学生运动的印象。实际上左翼阵营无人展现出对局势的掌控力，临时解决方案似乎只能来自体制内的稳定力量。此外，戴高乐派通过解散议会后直接诉诸民意的行动获得了国民信任。

### 格勒内尔协议
1968年6月初，在雅克·希拉克等年轻高级官员主导下，各方经过谈判达成了格勒内尔协议。该协议将最低工资提高35%至每月600法郎，同时规定全面上调工资10%，并确立了企业工会代表制，相关内容最终在1968年12月27日正式立法。随着协议达成，警方开始逐步清退所有被占领的场所。

### 1968年6月12日解散令

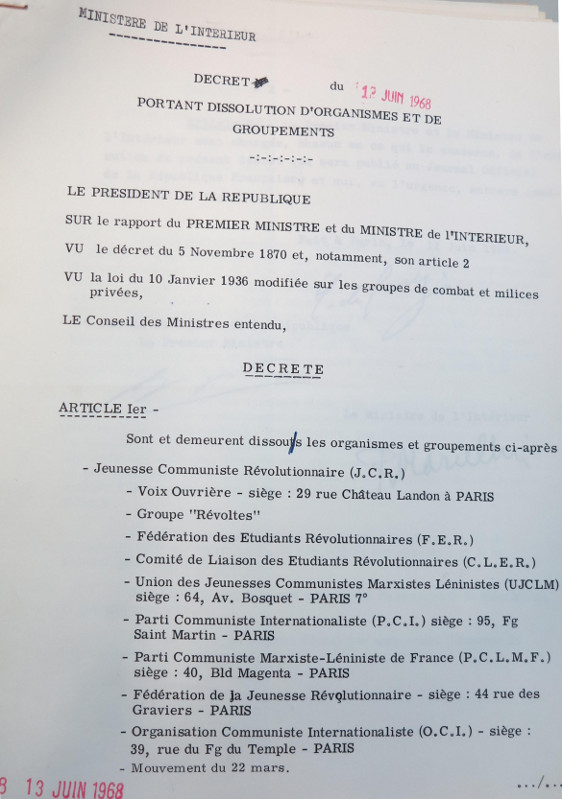
1968年6月12日解散11个极左组织的总统令，国家档案馆20100357/62

根据1936年1月10日战斗团体与私人武装法，法国政府于1968年6月12日颁布总统令，宣布解散11个被认定为极端主义的组织：
- 革命学生联合会（法语：Fédération des étudiants révolutionnaires）（朗贝尔派）
- 革命共产主义青年（法语：Jeunesse communiste révolutionnaire）[313]及其国际主义共产党（法语：Parti communiste internationaliste (IVe Internationale)）（阿兰·克里维纳（法语：Alain Krivine）自1968年7月起被监禁至秋季；尽管遭解散，两组织仍合并，并于1969年4月在德国重组为共产主义者同盟（法语：Ligue communiste (1969)），该组织后于1973年再度被禁）
- 3月22日运动[313]
- 法国马列主义共产党[311]（毛主义团体，此后转入地下活动）
- 国际主义共产主义组织
- 共产主义青年联盟马列[313][311]（与路易·阿尔都塞有关联，后衍生出无产阶级左翼）
- 工人斗争

值得注意的是，该法令未涉及极右翼组织西方。时任司法部长勒内·卡皮唐辩称：“西方运动虽曾使用暴力，但尚未显现颠覆性特征。”
后经三起行政诉讼（其中一起由皮埃尔·布塞尔以朗贝尔化名提起），法国最高行政法院以“越权”为由撤销了对国际主义共产主义组织、革命学生联合会及反抗者团体的解散令。

### 拆分巴黎大学
1968年五月风暴很大程度上是由法国高等教育大众化引发的问题所导致（特别是原巴黎大学的严重超负荷）。1968年11月12日颁布的《富尔法案》将巴黎大学拆分为13所编号从I到XIII的高校，以应对学生人数激增。这标志着存在了820年（1150—1970）的古老巴黎大学体系终结，同时延续了法国高等教育大学校与普通大学的双轨制格局。

### 1969年法国宪法公投与戴高乐离职
戴高乐原计划在1968年5月举行公投。乔治·蓬皮杜力主公投并最终促成国民议会解散。最终反对票以52.41%的得票率胜出（投票率80.13%，有效票率77.94%）。1969年4月28日，戴高乐宣布辞去总统职务，蓬皮杜通过选举入主爱丽舍宫。

## 死伤人数
此次事件在全国范围内造成至少5人至7人死亡。最可能的死亡人数为7人，均发生在5月24日之后。
- 5月24日凌晨，在巴黎Écoles路（法语：Rue des Écoles (Paris)）的路障处，人们发现了26岁的菲利普·马泰里翁（Philippe Mathérion）的尸体，他因进攻型手榴弹破片受伤身亡[326][327]（一说死于拉丁区的白刃战[328]）。尸体解剖结果始终未公开[327]。
- 5月30日，在卡尔瓦多斯省，治安部队使用实弹射击导致一名年轻人死亡。
- 6月10日，17岁的高中生吉勒·托坦（法语：Gilles Tautin）在伊夫林省默朗的雷诺弗林工厂（法语：Usine Renault de Flins）附近为躲避机动宪兵队（法语：Gendarmerie mobile）追捕时，溺亡于塞纳河中[329][299][330]。
- 6月11日，在标致索肖-蒙贝利亚尔工厂（法语：Usine PSA de Sochaux），一名共和国保安队员用9毫米子弹击毙24岁的钳工皮埃尔·贝洛（Pierre Beylot），另有数名工人中弹。49岁的工人亨利·布朗（Henri Blanchet）谢因被进攻型手榴弹震倒，从护墙跌落导致颅骨骨折身亡[299]。
- 7月2日，一名采蘑菇的男子在厄尔省弗农附近的圣皮埃尔多蒂勒森林中发现了一具半烧焦的高个子男子尸体。调查确认，这名被手枪子弹击中身亡的受害者名叫让-克洛德·勒米尔（Jean-Claude Lemire）。克里斯蒂安·M.（Christian M.）承认于1968年6月26日枪杀了让-克洛德·勒米尔。[331]

此外，根据1968年5月31日就任内政部长的雷蒙·马塞兰所述，与治安部队的冲突造成约2000人受伤，其中200人重伤。
时任巴黎警察总局局长莫里斯·格里莫常被赞誉“在巴黎避免了任何死亡”，这尤其归功于他致警员的公开信：“我要和他们谈论一个我们无权回避的话题：那就是过度使用武力的问题”。但人们往往忽视，他这份呼吁执法克制的声明直到5月29日才发布，而运动爆发初期治安部队就已发生多起严重暴力事件。
格里莫还指出，共和国保安队指挥官茹尼亚克（Journiac）在5月10日至11日夜间于巴黎盖-吕萨克街执勤时，被屋顶投掷的铺路石击中前额重伤。该指挥官因伤后遗症引发昏厥导致车祸，于一年后去世。

### 里昂警长勒内·拉克鲁瓦之死
在里昂，由法国学生联合会和法国民主劳工联盟组织的示威活动，在一系列事件后，演变成了示威者与警方之间的一系列激烈冲突。警长勒内·拉克鲁瓦于5月24日夜间死亡，引发强烈震动。
根据警方最初声明（两年后在拉东与芒什审判中被证实为虚假陈述），他死于“被一辆油门踏板卡死的卡车碾压”。2008年五月风暴40周年之际，一名目击者声称看到“这辆卡车从后方被启动。它直线冲撞后在第一排治安部队前熄火。压在油门上的石头肯定滑落了”，并未碾压任何人。
1970年11-12月《法医与毒理学医学通报》公布的尸检报告中，法医韦德里纳（Védrinne）与维塔尼（Vitani）博士证实了里昂爱德华·埃里奥医院值班外科医生路易-保罗·鲁塞（Louis-Paul Rousset）的观察结论：这份载明损伤范围与严重程度的法医学文件确认，拉克鲁瓦警长死亡确系遭受碾压导致的创伤性休克及继发性出血所致。
然而，1970年拉东与芒什审判期间，法医的结论引发了激烈争议。该案被告被指控导致拉克鲁瓦警长死亡。审判最后一日出现戏剧性逆转：爱德华·埃里奥医院实习医生格拉蒙（Grammont）出庭作证，他负责救治拉克鲁瓦警长并确诊其死于心肌梗死。“这位医生在报上读到警长遭卡车碾压致多根肋骨骨折的报道后，主动到庭澄清事实——死者呈现所有心梗症状”。据当时参与急救的格拉蒙医生陈述：“警长送抵急诊一小时后死于心肌梗塞。我实施心脏按压时折断了其肋骨。心电图本可证明死因，但这些证据已消失”。
1970年9月26日，法庭宣判拉东与芒什无罪释放。

## 事件影响

### 文化领域

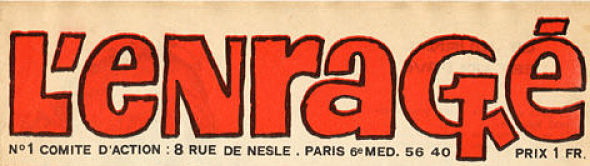
法国学生运动中小报《忿激派 (杂志)》创刊号报头

总体而言，五月风暴是对现存秩序最激烈的挑战之一。法国这场运动的独特性在于知识分子与工人阶级的联合抗争。
五月风暴粗暴地打开了法国文化与社会及媒体对话的大门，这种影响渗透到社会各个齿轮乃至家庭私密关系中。它成为现代社会在经历两次世界大战后，对全球化认知的重要转折点，同时也引发对西方消费主义社会模式的深刻质疑。
五月风暴的主要影响体现在社会文化层面，正如弗朗索瓦·密特朗在运动二十周年时承认的那样。这场运动导致法国民众普遍对公共政治领域及激进主义运动产生疏离感。
五月风暴造成了法国社会的政治分野，这种分裂在1973年里昂第二大学的分裂中可见一斑。时至今日，政治人物仍常被以其当“站在街垒哪一边”来定位。列宁1920年在《共产主义运动中的“左派”幼稚病》中创造的贬义词“gauchisme”由此进入日常用语。
新的价值观开始涌现，其核心围绕自主权、反威权主义、个人实现优先、创造力、跨学科性以及对个体的重视，这些理念包含着对传统社会规则的拒绝和对权威的质疑。新规则的重新定义建立在自我管理和社区主义的理念之上。而共同决定理念——这一埃德加·富尔在其教育改革中推崇的概念，也成为与自我管理相竞争的思想范式，在担忧这种“无政府主义”倾向的政治组织中颇为流行。
虽然常将性解放视为五月风暴的重要主题，但实际上关于道德观念的讨论主要是在随后几年（1970至1975年间）随着现代避孕手段的普及才真正展开。女性主义也在这一时期发展起来，其最激进的代表妇女解放运动于1970年首次公开示威，在促使传统社会运动转向女性议题方面发挥了重要作用。
社会对东方政权的批判进一步加深，《古拉格群岛》《石头的呐喊（Le Cri des pierres）》相继出版。在经历了激烈的政治参与（尤其是曾被视为更纯粹替代方案的毛派和极左翼运动）后，这种对共产主义幻灭的情绪，最终导致左翼阵营普遍陷入悲观，对五月风暴前存在的一切进行系统性地自我否定。
五月风暴对法国教育体系的影响尤为显著。学生从被动接受者转变为能参与教学过程的主动主体，形成协作教育模式。自由表达与辩论空间扩大，威权式管教让位于决策参与。

#### 电影领域
1968年2月，法国电影资料馆馆长亨利·朗格卢瓦遭解职事件引发电影界震动。电影人通过电影传单展开抗争，其中部分作品出自让-吕克·戈达尔之手。电影界开始组织行业大会。
在法国新浪潮导演罗曼·波兰斯基、让-吕克·戈达尔、弗朗索瓦·特吕弗、克洛德·勒卢什等抗议者施压下，1968年第21届戛纳电影节被迫中断，未颁发任何奖项。次年，法国电影导演协会创立平行展映单元导演双周，标榜回归电影人本位。

### 经济与社会领域
罢工结束时，法国的国民生产总值降低了3%，并损失了7亿的工作时数。
1973年贝桑松发生的“利普表厂事件”（由法国工人民主联盟领袖夏尔·皮亚杰领导）成为这一变革的典型象征，该事件尝试实践企业自主管理制度。
这一影响还体现在1973年兴起的质疑军队与法国核打击力量的运动中，并广泛渗透至生态运动（布里斯·拉隆德）和反军国主义领域（催生若泽·博韦的拉尔扎克抗争运动及非暴力思潮）。著名的非政府组织如“无国界医生”（贝尔纳·库什内）也直接源自五月风暴引发的全球意识觉醒。同期还诞生了“去增长”理念，这一概念源自1968年成立的罗马俱乐部报告标题。
据《扩张杂志》数据显示，五月风暴后的三年间，法国劳动生产率年增长率呈现加速趋势。

### 基督教世界的震荡
部分基督徒将这场运动视为第二次梵蒂冈大公会议的精神延续，尽管1968年7月颁布的《人类生命》通谕因反对避孕措施最为人熟知。
泰泽团体成为这场变革的重要精神坐标。1970年代初，每年复活节期间，这个仅有50名常住居民的勃艮第泰泽小镇会迎来四万全球青年（多数来自法国）聚集。他们受邀参与“青年大公会议（Concile des jeunes）”，效仿早期基督教建立跨越共产主义国家、西方社会和拉丁美洲贫困地区的“兄弟会（fraternités）”。泰泽文宣中这些语句折射出与五月风暴共鸣的基督教变革：“复活的基督要在人类心灵深处点燃庆典”，“祂将赐予我们足够的想象力与勇气，成为矛盾的记号”——这个“矛盾记号”后来演变为“和解的象征”。
这一时期，工人神父运动和司铎婚姻议题也持续发酵。更显著的是，西方传统教会的信徒数量呈现断崖式下跌，给宗教领袖们带来深刻冲击。

### 音乐与“性革命”
五月风暴之后，女性主义与同性恋的性解放运动进一步掀起。这一时期西方社会经历了“法律革命”：女性相继获得避孕权（法国1966年立法）和堕胎权（五月风暴七年后的1975年确立）。
所谓性革命（或称“性解放”）议题在法国早于1960年代初便已萌芽。1966年《游击队（Partisans）》杂志推出“性与压抑（Sexualité et répression）”专刊，1972年该刊再推同主题二期，其中重要章节直指对同性恋的压制。
1967年夏，爱之夏（Summer of Love）特指发生在旧金山海特-阿什伯里区的文化事件。来自全球的数千青年在此自由聚集聆听音乐，这场与嬉皮士运动相关的集会中，和平与爱口号同时指向当时持续的越南战争。

### 国际影响

#### 比利时
1968年5月13日，布鲁塞尔自由大学的自由审查学会组织了一场反对希腊军政府的集会。受邀发言的包括梅利娜·迈尔库里、瓦西利斯·瓦西利科斯（小说《Z》的作者，该小说后来被改编为科斯塔·加夫拉斯执导的同名电影）、Rigas Phereos协会以及比利时捍卫希腊民主协会等。集会结束后，数百名学生组成“自由集会（assemblée libre）”，占领了保罗-埃米尔·让松（Paul-Émile Janson）演讲厅。这次占领行动持续了47天。这一天标志着布鲁塞尔“五月风暴”的开始，政治学家后来称之为“5月13日运动”，被视为整个事件的起源。布鲁塞尔自由大学并非唯一发生抗议活动的校园，列日大学的学生也掀起了抗争运动。

#### 中国
《人民日报》对五月风暴发布了60余篇报道、评述、社论和40余幅照片、宣传画和示意图。社论《伟大的风暴》高度赞扬法国学生、工人的斗争是“巴黎公社革命的继续”，是“第二次世界大战以来最伟大的人民运动”。
5月21日至25日，除西藏自治区外，全国二十多个省、自治区省会首府、直辖市，包括北京、上海、天津、南京，各举行了20万至100万人的游行示威和集会。5月21日至23日，北京群众连续三天经过天安门广场游行示威以声援法国群众，游行队伍共计约2000万人次。22日，上海、天津、南京、沈阳、武汉、广州分别有20—30万人举行游行示威。此后相关示威运动一直波及到中小城市和少数地、县级市镇。万家星认为，有多少人参与文化大革命，就有多少人参与声援五月风暴的运动。

### 后续影响

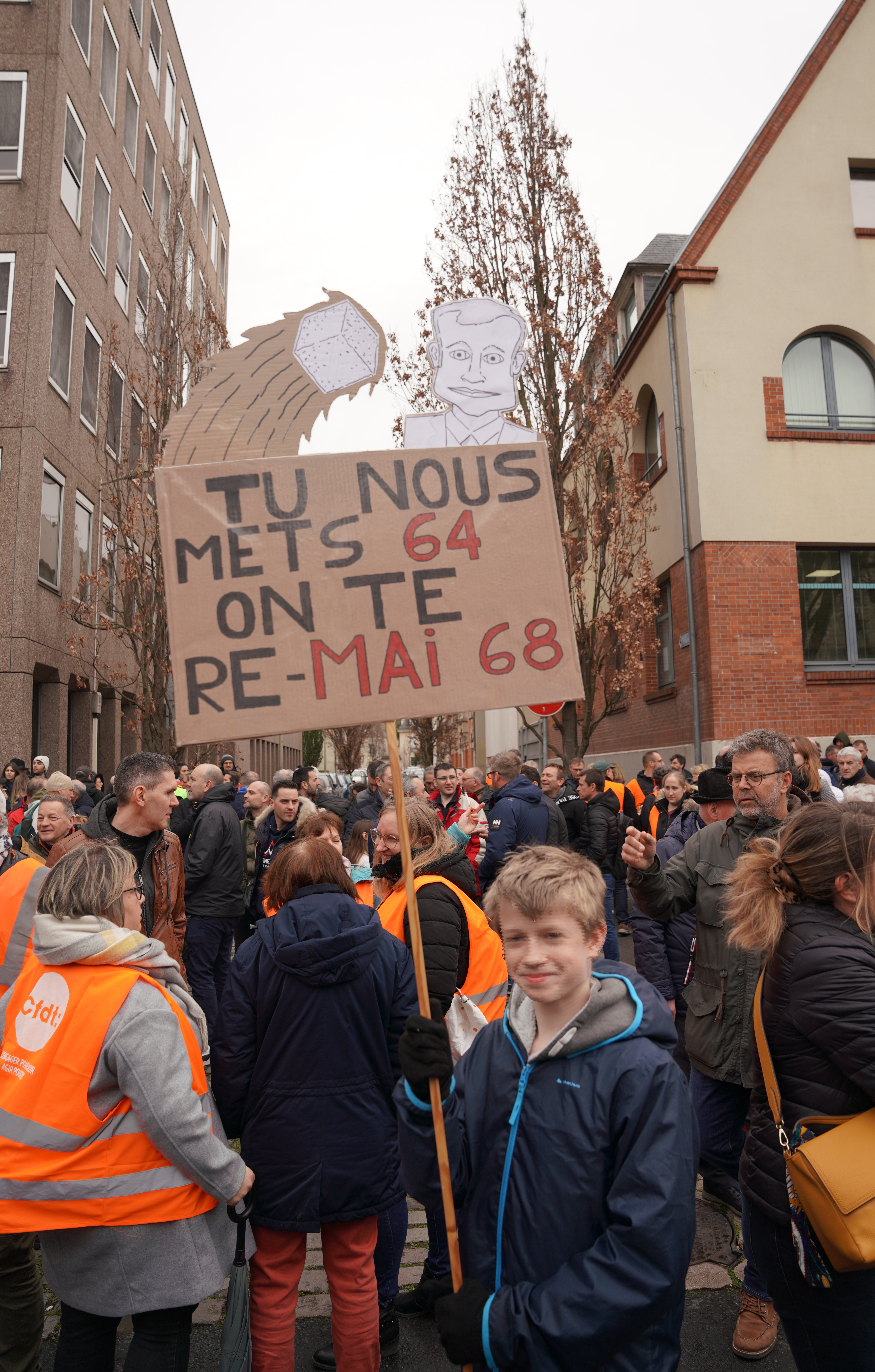
2023年法国养老金改革罢工时，抗议者举起“你给我们64（岁），我们再一次68年5月（TU NOUS METS 64 ON TE RE-MAI 68）”的标牌，同年3月23日摄于兰斯

五月风暴的历史影响在2007年法国总统选举期间重新成为焦点，当时候选人尼古拉·萨科齐声称五月风暴“为毫无底线和道德约束的资本主义铺平了道路”，并提出解决这种国家道德危机的方式就是“一劳永逸地抹除1968年5月”。这一言论招致了丹尼尔·孔-本迪的批评。这场辩论在同年秋季继续发酵，亨利·韦伯指责萨科齐“将所有社会问题，甚至包括黄金降落伞和高管退休金等，都归咎于五月风暴”。
此外，萨科齐早在2002年就指出：“时光倒流，让我们回到这样一个时代里，当时一切价值都失去意义，只有权利，却没有责任，人们互不尊重，‘禁止禁止’。”
这场辩论在2017年法国总统选举期间再次出现，当时共和党总统候选人马埃尔·德·卡朗认为：“在经济层面，68精神促进了大消费时代的发展。‘纵情享乐（jouir sans entrave）’的口号意味着一个消费和休闲社会将最终取代节制和劳动的社会”。
从代际冲突的视角来看，五月风暴常被视为婴儿潮一代登上政治舞台的标志性事件，与前辈世代形成鲜明对比。不过这一解读存在争议。
历史学家扎哈里·史嘉雷（Zachary Scarlett）还指出五月风暴对Black Lives Matter运动和#MeToo运动存在影响。

## 事件分析

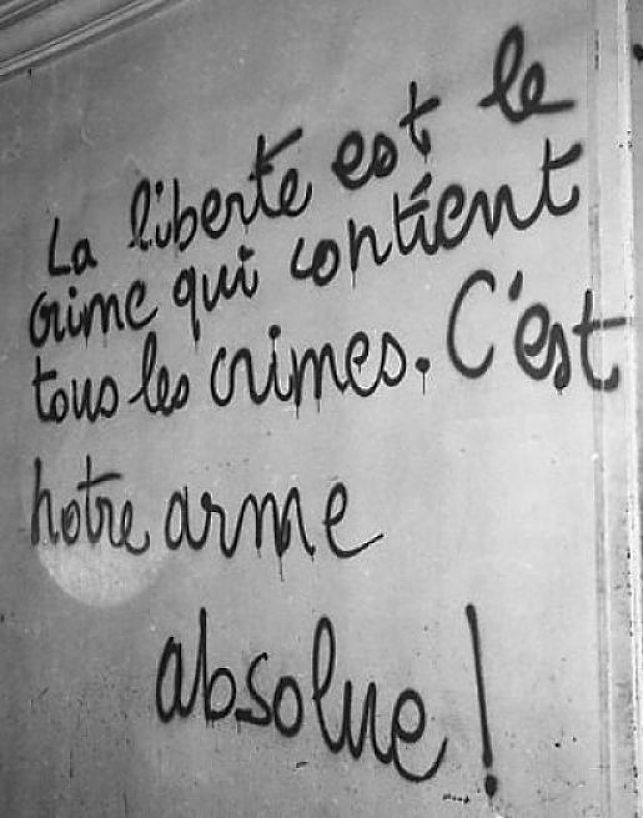
1968年5月索邦大学墙上的标语：“自由是包含所有罪行的罪行，这是我们完美的武器！”

五月风暴引发了社会各界的不同解读。这场事件既可以被视为工人运动史上的重要篇章——爆发了法国规模最大的总罢工之一；也可以被理解为一场反权威的学生运动，旨在挑战既有社会等级制度；还有人将其看作是一场推动社会风气解放的青年运动，特别是在教育领域要求全面实行男女同校。部分学者认为该运动催生了后现代个人主义的萌芽。关于五月风暴的本质及其抗议精神遗产的问题至今仍存争议。
与某些事后建构的说法相反，五月风暴并非“自发生成”——所有主要参与者都具备丰富的抗争经验，这些经验多源自阿尔及利亚战争时期的反对运动、1960年代反斯大林主义的极左翼兴起以及自由意志主义运动的发展。

### 正面评价
历史学家勒内·加利索指出：“1968年五月风暴本质上是一场反威权主义运动、非民族主义运动和反文化运动。”
作为事件核心人物之一的阿兰·热斯马尔着重强调了大学体系的关键作用：“必须重申，1968年五月风暴是一场反对权威的运动，学生们当时抵制的是年复一年照本宣科的传统授课模式。”
政治学教授鲍里斯·戈比尔指出：“五月风暴发生时具有前所未有的特质——不仅因其突发性和规模令人震惊，更因为它首次让那些长期被压抑、噤声甚至从未设想过的话语公开表达，使那些此前无权进入公共视野的行动者、议题和实践得以登上历史舞台。”

### 中性评价
新闻工作者洛朗·若弗兰认为：“1968年事件并没显示出社会主义革命的方向，所显示的仍然是法国大革命的推广趋势。在这场运动中，集体主义的愿望显得小于个人主义的愿望。运动没有表明多元化的旧民主制度和混合经济已经衰竭，相反巩固了这种制度和经济。”
历史学家米歇尔·赞卡里尼-富尔内尔则剖析了认知建构的过程：“关于这些事件已形成某种成见，首先源于当时人们赋予它们的即时意义，继而通过代际视角的强化，最终固化出文化决定论和个人主义的解释框架：1968年被视为政治、制度和社会层面的挫败，却被塑造成文化领域的胜利。”
历史学家帕特里克·罗特曼强调：“不能简单地将‘68年’视为一个同质整体，将其笼统定义为学生示威或流产革命。在这场运动中，民主诉求与弥赛亚主义狂热并存，自由意志主义理想与极权主义行为交织，惊人的现代性与可悲的保守性共生，集体奉献精神与极端个人主义同时彰显……五月风暴不能被简化为单一维度，任何片面解读都必然失真。”
社会学家阿兰·图海纳认为：“人们花了三十年时间才意识到，以丹尼尔·孔-本迪为代表的反威权主义力量才是五月风暴最重要的推动者。而在事件当时及随后的十年间，托派和毛派的工人革命主义一直被视为学生与民众运动的主要特征。”
历史学家万家星在综合评析五月风暴和文化大革命后指出：“法国五月风暴（…）与其说与文革有相似之处，不如说与我国（原文如此）后来1989年的一次风波（原文如此）更相似，这在深层说明我国越向后越接近法国六十年代的情况。”
社会学家米歇尔·罗伊认为：“五月风暴（…）存在普适的价值：团结、自由、社会（性别）平等、横向民主等”；同时也指出五月风暴的很多参与者成为了资本主义的“经营者”，“发生这些并不令人感到吃惊”，“和法国大革命、1848年革命和巴黎公社失败后的发展情况是一样的”；且强调所谓“新五月风暴”不可能再重现。

### 负面评价
雷蒙·阿隆在《无双的革命》中指出，这个运动基本上是消极的，是集体的“心理剧”、革命的“幻想”，是一场大混乱、一场大规模的起哄，是来自大学的出自破坏目的的反民主运动，“将一切都押在了权威和命令的戒律之上”，并使经济遭受严重的衰退。此外，阿隆在《费加罗报》上撰写了一系列时事评论文章，提供了解释五月风暴的保守视角。
社会学家吉尔·利波维茨基认为：“‘五月风暴’是一场‘软’革命，没有死亡、背叛者、正统观念或清洗异己行动……五月精神重新捕获了历史上曾是消费社会核心原则的内容——享乐主义。通过强调放纵、幽默和娱乐，五月精神在很大程度上被其在政治中所谴责的唯一事物塑造了……消费时代的欣快症（euphoria）”。

## 文化作品

### 海报

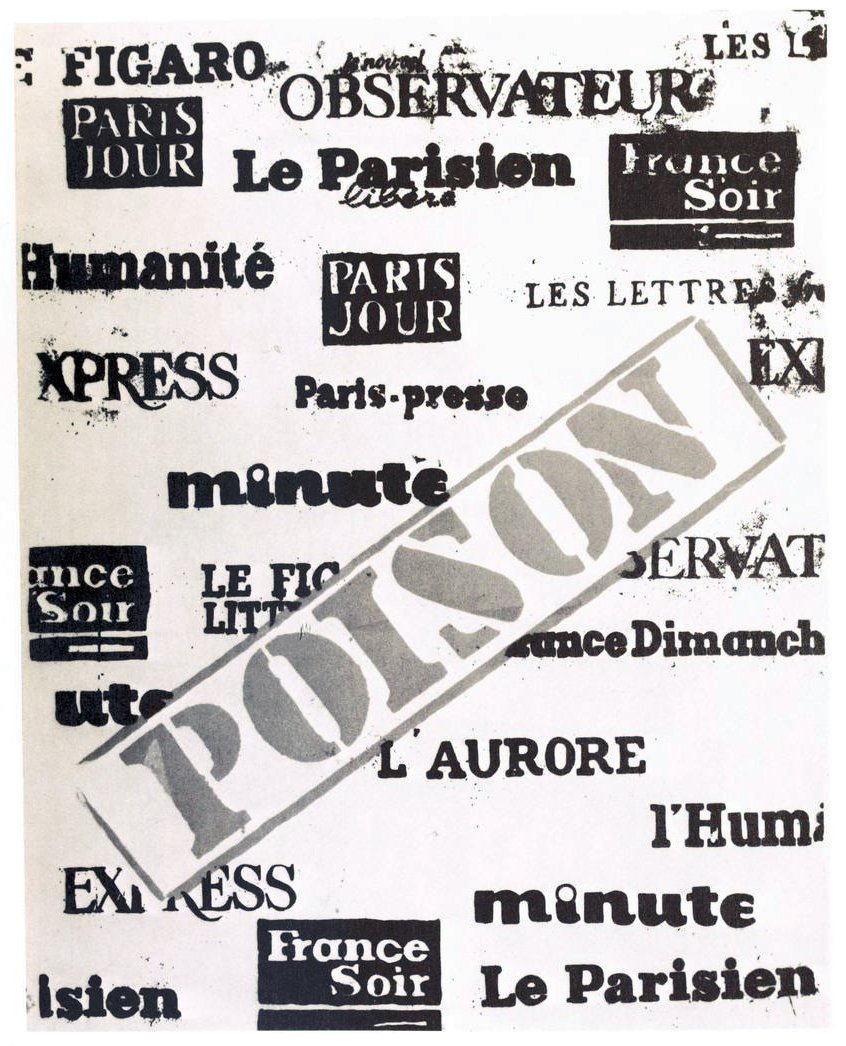
五月风暴代表性海报

自1968年5月14日起，巴黎国立高等美术学院成立的“人民车间（Atelier populaire）”开始用丝网印刷技术制作大量海报。5月16日，艺术生和校外的画家占领了美术学院的全部画室，并在入口处大字写着：“人民车间，是！布尔乔亚车间，否！”。随后斯特拉斯堡、蒙彼利埃、马赛、里昂、格勒诺布尔、第戎、卡昂和亚眠相继成立类似工坊。这些数以千计的海报成为运动视觉符号，其影响延续数十年。
所有海报仅标注集体署名“人民车间”，摒弃个人著作权，强调为斗争中的劳动者服务的集体创作理念。一份致“创作者同志（camarades créateurs）”的传单写道：“执着于个人想法——即便正确——仍跳不出资产阶级狭隘思维框架”。因作者佚名，这些作品已进入公共领域。
1968年5月至6月间，法国国家图书馆工会参与运动，百余名馆员自发收集传单、海报、横幅，形成珍贵的运动档案。1982年该馆举办“五月风暴海报：图像的想象（Les affiches de mai 68 ou l'Imagination graphique）”展览并出版图录（在线版）；2008年再度推出“68精神：将欲望当作现实（Esprit(s) de Mai 68 - Prenez vos désirs pour des réalités）”海报摄影展。

### 电影
- （让-吕克·戈达尔导演，1967年）[411][412]
- 《如果…》（林赛·安德森导演，1968年）
- 《万事大吉（法语：Tout va bien）》（让-吕克·戈达尔导演，1968年）[413]
- 《Coup pour coup（法语：Coup pour coup）》（1972年）
- 《L'An 01（法语：L'An 01）》（1972年）
- （1973年）
- 《La Carapate（法语：La Carapate）》（1978年）
- 《Mourir à trente ans（法语：Mourir à trente ans）》（1982年）
- 《Milou en mai（法语：Milou en mai）》（路易·马勒导演，1990年）
- 《Reprise（法语：Reprise (film, 1996)）》（1996年）
- （贝尔纳多·贝尔托卢奇导演，2003年）
- 《Les Amants réguliers（法语：Les Amants réguliers）》（菲利普·加瑞尔导演，2005年）
- 《Code 68（法语：Code 68）》（2005年）
- 《Nés en 68（法语：Nés en 68）》（2007年）
- 《Adieu de Gaulle, adieu（法语：Adieu de Gaulle, adieu）》（2008年）
- （宫崎吾朗执导，宫崎骏编剧，2011年）
- （奥利维耶·阿萨亚斯导演，2012年）

### 纪录片
- 《Les Révoltés（法语：Les Révoltés (film, 2019)）》（2019年）

### 音乐
- 《Revolution（法语：Revolution (chanson)）》（披头士，1968年）
- 《Revolution 9》（披头士，1968年）
- 《Crève salope（法语：Crève salope）》（1968年5月）
- 《巴黎五月（法语：Paris Mai (chanson)）》[暫譯]（1968年10月）
- 《Street Fighting Man（法语：Street Fighting Man）》（滚石乐队，1968年12月）
- 《Les Nouveaux Partisans（法语：Les Nouveaux Partisans）》（1969年）
- 《La Java des Bons-Enfants（法语：La Java des Bons-Enfants）》（1972年）

### 文学作品
- Jean-Christophe Bailly. . Paris: Seuil. 2018. EAN: 9782021384215.[414]
- Robert Merle. . Gallimard. 1970.

### 相同时间
- 六八运动
- 1968年哥倫比亞大學學生抗議運動
- 1968年波兰政治危机
- 1968年至1969年日本大学抗议活动
- 墨西哥特拉特洛尔科事件
- 布拉格之春
- 春节攻势
- 马丁·路德·金遇刺案

### 類似運動

#### 两岸三地
- 六四事件
- 北平七五事件
- 四五運動
- 白紙運動
- 台湾美麗島事件
- 台湾太陽花學運
- 台湾野百合學運
- 香港雨傘革命
- 香港反對逃犯條例修訂草案運動

#### 欧洲
- 东欧剧变
- 捷克斯洛伐克天鹅绒革命
- 民主德国柏林墙倒塌
- 2005年法国骚乱
- 法国黄背心运动
- 西班牙反紧缩运动
- 乌克兰广场起义
- 2020年—2021年白俄罗斯示威

#### 亚洲
- 韩国光州民主化運動
- 菲律宾人民力量革命
- 菲律宾一季风暴
- 缅甸8888民主運動
- 2007年缅甸反军政府示威
- 1962年仰光大学抗议事件
- 1973年泰国学运
- 泰国法政大学大屠杀
- 2006年泰国军事政变
- 2020年—2021年泰国示威
- 2013年土耳其反政府抗议运动

#### 美洲
- 加拿大寂静革命

### 出版物
- Algazy, Joseph. . 巴黎: 哈马丹. 1989: 342. ISBN 978-2-7384-0229-5. OCLC 21430675 （法语）.
- Ali, Tariq; Watkins, Susan. . 由范昌龙; 李宏; 王彦兴; 李尚杰翻译. 山東畫報出版社. 2003-02. ISBN 978-7-80603-705-8 （中文（中国大陆））.
- Aron, Raymond.  [无双的革命。五月事件回忆录]. 巴黎: 法亚尔（法语：Librairie Arthème Fayard）. 1968: 191. OCLC 1150127030 （法语）.
- Artières, Philippe; Zancarini-Fournel, Michelle. . La Découverte. 2018-05-09  [2023-08-11]. ISBN 978-2-348-04044-3 （法语）.
- Barou, Jean-Pierre. . Éditions Stock. 2006 （法语）.
- Coutanceau, Roland. . 巴黎: Dunod. 2013. ISBN 978-2-10-071486-5 （法语）.
- Caron, Gilles. . La Sirène. 1993: 127  [2023-08-11]. ISBN 978-2-840-450474 （法语）.
- Cornwell, John. . Viking. 2004. ISBN 0-670-91572-6 （英语）.
- DeRoo, Rebecca. . Cambridge University Press. 2014  [2021-03-13]. ISBN 9781107656918. （原始内容存档于2018-12-15） （英语）.
- Geismar, Alain. . Librairie Académique Perrin. 2008: 249. ISBN 9782262028251 （法语）.
- Joffrin, Laurent. . 由萬家星翻译. 長江文藝出版社. 2004-04. ISBN 978-7-5354-2768-7 （中文（中国大陆））.
- Kurlansky, Mark. . 由洪兵翻译. 民主与建设出版社. 2016-01. ISBN 978-7-5139-0935-8 （中文（中国大陆））.
- Legois, Jean-Philippe; Monchablon, Alain. . Dhondt, Pierre; Boran, Elizabethanne  (编). . 纽约: 劳特利奇. 2018  [2021-02-05]. ISBN 9781351691031 （美国英语）.
- Massu, Jacques. . Plon: Omnibus. 1991-11-21: 154. ISBN 9782259232340 （法语）.
- Miquel, Pierre.  [法国史]. 商务印书馆. 1985-05. CSBN 11017·628 （中文（中国大陆））.
- Nohlen, Dieter; Stöver, Philip. . 巴登-巴登: Nomos. 2010. ISBN 9783832956097. OCLC 617565273 （英语）.
- Pavard, Bibia. . Humensis. 2018-04-04: 128  [2023-08-11]. ISBN 978-2-13-080009-5 （法语）.
- Ross, Kristin. Agone - Le Monde diplomatique, 2005 , 编. . Marseille/Paris. 2010: 374. ISBN 978-2-74890132-0 （法语）.
- Rotman, Patrick; Hamon, Hervé.  [一代人] I. 巴黎: 瑟伊（法语：Éditions du Seuil）. 1987: 624. ISBN 9782020095495 （法语）.
- Rotman, Patrick. . 巴黎: 瑟伊. 2008. （原始内容存档于2015-05-18） （法语）.
- Seale, Patrick; Maureen, McConville.  [一九六八年法国革命]. 企鹅出版集团. 1968. ISBN 978-0140522693 （英语）.
- Sauvageot, Jacques; Geismar, Alain; Cohn-Bendit, Daniel; Duteuil, Jean-Pierre. . 巴黎: 瑟伊. 1968: 128 （法语）.
- Touraine, Alain. . 法亚尔. 1999: 170. ISBN 2-213-60294-8. OCLC 40797036 （法语）.
- Wolin, Richard.  [东风：法国知识分子与20世纪60年代的遗产]. 由董树宝翻译. 中央编译出版社. 2017-03: 527. ISBN 978-7-5117-3138-8. OCLC 1050521085 （中文（中国大陆））.
- Zancarini-Fournel, Michelle. . Seuil, coll: L'Univers historique. 2008. ISBN 978-2-02-089891-1 （法语）.
- 汪民安. . 廣西師範大學出版社. 2008-12-01: 393. ISBN 978-7-5633-7849-4 （中文（中国大陆））.
  - Badiou, Alain. "共产主义设想". In 汪民安 (2008).
  - Riddell, Keith. "1968年5月发生了什么？". In 汪民安 (2008).
  - Benedict, Philip; Touchard, Jean. "对1968年5月/6月危机的阐释". In 汪民安 (2008).
  - Ross, Kristin. "1968年5月及其死后之生：导言". In 汪民安 (2008).
  - Silvera, Alain. "1968年法国的“五月风暴”". In 汪民安 (2008).
  - Tarrow, Sidney. "社会抗议和政策改革：1968年5月和法国的教育指导法". In 汪民安 (2008).
- 吴国庆. . 北京: 社会科学文献出版社. 2018-09. ISBN 978-7-5201-3025-7 （中文（中国大陆））.
- 张芝联. . . 北京大学出版社. 2009-09. ISBN 978-7-301-15654-4 （中文（中国大陆））.

### 期刊
- Bantigny, Ludivine. . Siné Mensuel. 2018-05, (75): 12–13 （法语）.
- Duteuil, Jean-Pierre. . Matériaux pour l'histoire de notre temps. 1988, (11-13): 110–115 （法语）.
- Gallissot, René. . L'Homme et la société. 1990, (Crise du monde ouvrier et nouveaux mouvements sociaux): 87–108  [2025-05-19]. doi:10.3406/homso.1990.2513  （法语）.
- Giami, Alain. . Mouvements. 2002, 20 (2): 23–29  [2025-05-20]. doi:10.3917/mouv.020.0023 . （原始内容存档于2017-11-07） （法语）.
- Lowy, Michael. 由郑亚捷翻译. . 国外理论动态. 2009-04-16, (3)  [2025-05-27] –搜狐 （中文（中国大陆））.
- Lungo, Andrea Del; Mouton-Rovira, Estelle. . Publif@rum. 2020. HAL hal-03978512 （法语）.
- Mendel, Arthur P. . The Review of Politics. 1969-01, 31 (1): 3–27. JSTOR 1406452. S2CID 145306210. doi:10.1017/s0034670500008913.
- Mercier, Charles. . Vingtième Siècle. 2009, 4 (104): 141-152. doi:10.3917/ving.104.0141  （法语）.
- Rachel, Mazuy; Daniel, Le Cornu. . Matériaux pour l'histoire de notre temps. 1988, (11-13): 133–135.
- Salmon, Jean-Marc. . L'Homme et la société. Analyse institutionnelle et socianalyse. 1973, (29-30): 3–20  [2025-04-27]. ISSN 2101-0226. doi:10.3406/homso.1973.1830 . （原始内容存档于2022-01-09） （法语）.
- 蒋洪生. . 文艺理论与批评. 2018, (6): 12–29  [2025-05-19]. ISSN 1002-9583. NCPSSD WYLLYPP2018006005 （中文（中国大陆））.
- 刘会. . 当代青年研究. 2020, (2): 16–22. NCPSSD 7101551675 （中文（中国大陆））.
- 万家星. . 学术界. 2001-05, (5): 55–67  [2025-05-27]. ISSN 1002-1698. NCPSSD 12371050 （中文（中国大陆））.
- 王璞. . 文艺理论与批评. 2018, (6): 30–37. ISSN 1002-9583. doi:10.16532/j.cnki.1002-9583.2018.06.003. NCPSSD WYLLYPP2018006006 （中文（中国大陆））.
- 于奇智. . 世界哲学. 2009: 152–158  [2025-05-27]. ISSN 1671-4318. NCPSSD 29412205 （中文（中国大陆））.
- 张艾弓.  (PDF). 北京电影学院学报. 2016, (1): 137–147  [2025-05-19]. ISSN 1002-6142. NCPSSD 667732196 （中文（中国大陆））.
- . Jour J (Delcourt（英语：Delcourt (publisher)）). 2018-03-14. ISBN 978-2-413-00934-4 （法语）.

### 新闻媒体
- Artières, Philippe. . 费加罗报. 2008-03-21  [2025-04-27]. （原始内容存档于2019-12-23） （法语）.
- Chabrun, Laurent; Dupuis, Jérôme; Pontaut, Jean-Marie. . 快报. 1998-03-19  [2025-05-29]. （原始内容存档于2015-11-17） （法语）.
- Contreras, Maria; Bordron, Maïwenn. . 法国文化广播电台（法语：France Culture）. 2018-05-13  [2025-05-26] （法语）.
- De Calan, Mael. . 费加罗报. 2017-10-25 （法语）.
- Dulaney, Michael. . 澳大利亚广播公司. 2018-05-11  [2025-03-27] （澳大利亚英语）.
- Erlanger, Steven. . 纽约时报. 2008-04-29  [2012-08-31]. （原始内容存档于2020-02-12） （美国英语）.
- Faure, Alexandre. . Audiens Le Media. 2020-06-12  [2025-05-03]. （原始内容存档于2024-11-30） （法语）.
- Forcari, Christophe. . 解放报. 1998-05-04  [2017-08-30]. （原始内容存档于2017-08-31） （法语）.
- Jeambar, Denis p.  [马克龙如何终结68一代的政治影响]. Challenges. 2017-06-19 （法语）.
- Lapierre, Michel. . 义务报. 2003-10-04 （法语）.
- Lavrador, Judicaël. . 解放报. 2018-03-30  [2025-05-12]. （原始内容存档于2018-04-04） （法语）.
- Mahler, Thomas; Strauch-Bonart, Laetitia. . 快报. 2022-05-18  [2025-05-03]. （原始内容存档于2022-10-15） （法语）.
- Mirlicourtois, Alexandre. . 论坛报. 2018-04-20  [2020-12-11]. （原始内容存档于2023-08-06） （法语）.
- Viansson-Ponté, Pierre. . 世界报. 1968-03-15  [2018-05-21]. （原始内容存档于2018-09-20） –Langlois Blog （法语）.
- . 世界报. 2008-05-22 （法语）.
- . 新观察家. 2008-04-01  [2025-04-27]. （原始内容存档于2022-04-16） （法语）.
- . 新观察家. 2008-05-26  [2025-04-27]. （原始内容存档于2023-09-07） （法语）.
- . 新观察家. 2008-05-22 （法语）.
- . 新观察家. 2008-10-31. （原始内容存档于2025-01-13） （法语）.
- . 解放报. 2018-01-19  [2018-05-21]. （原始内容存档于2024-09-10） （法语）.
- . 新人类报. 1968-05-22  [2017-05-18]. （原始内容存档于2017-08-23） –lesmaterialistes.com （法语）.
- . 经济学人. 2018-04-05  [2021-06-29]. ISSN 0013-0613. （原始内容存档于2022-05-15） （美国英语）.
- . The Register-Guard 101 (124) (Eugene, Oregon). 1968-05-25  [2025-04-30]. （原始内容存档于2025-03-07） –Google News Archive （美国英语）. Two persons were reported killed in the fighting Friday night and early today, more than 1,000 injured and more than 1,000 arrested.
Police said in Paris battles alone 795 persons were arrested and that the hospitals and the Red Cross treated 447 wounded civilians, 176 of whom were hospitalized. The University of Paris estimated another 400 injuries were not reported.

### 影音媒体
- France 3.  [1968年五月风暴：北部加来地区的工人运动]. 2018-05-16  [2025-05-18]. （原始内容存档于2024-11-30） –YouTube （法语）.
- INA Officiel.  [奥德翁剧院在1968年5月的占领行动]. 2013-06-04  [2025-05-18]. （原始内容存档于2023-09-07） –YouTube （法语）.

### 网络资源
- Gobille, Boris. . La Découverte. 2009 （法语）.
- Morin, Marie-Renée. . 法国国家图书馆. 2008 （法语）.
- Pereira, Irène. . Sens public. 2009-02-16 （法语）.
- Sirinelli, Jean-François; Cauchy, Pascal; Gauvard, Claude. . L'Histoire. 2003-03 （法语）.
- . 法国国家图书馆. 2008. （原始内容存档于2024-11-05） （法语）.
- [一个时代的开篇]. Internationale Situationniste. 由Knabb, Ken翻译. 1969-09  [2014-04-09]. （原始内容存档于2015-09-10） （英语）.

## 延伸阅读

### 出版物
- 焦雄屏. . 台北: 麥田出版社. 2010-12-05: 415. ISBN 978-986-120-472-7. OCLC 727632387 （中文（臺灣））.
- Quattrocchi, Angelo; Nairn, Tom. . 由趙剛翻译. 台北: 聯經出版公司. 1994-06-14: 199. ISBN 978-957-08-1880-2. OCLC 816239803 （中文（臺灣））.
- Le Goff, Jean-Pierre. . 由胡尧步; 韦东; 高璐翻译. 中國青年出版社. 2007-04-01. ISBN 978-7-5006-7357-6. OCLC 952254722 （中文（中国大陆））.
- 于治中. . 行人文化实验室. 2013-12-31: 1433. ISBN 978-986-89652-8-7. OCLC 1338555547 （中文（臺灣））.
- Lachaise, Bernard; Tricaud, Sabrina. . Peter Lang. 2009: 203. ISBN 978-90-5201-468-5. OCLC 494771083 （法语）.
- Collectif de la Grande Côte. . 里昂: 里昂大学出版社. 2018: 381. ISBN 978-2-7297-0931-0. OCLC 1023035592 （法语）.

### 期刊
- Brinton, Maurice. . Solidarity Pamphlet. 1968-06, 30 （英语）.
- 陳勇健, , 南京大学, 2009
- Gilcher-Holtey, Ingrid.  (PDF). 华威大学: 253–276 （英语）.
- Lotringer, Sylvère. 由王丹华翻译. . Print（英语：Print (magazine)）. 2008-05 –artforum艺术论坛 （中文）.

### 新闻媒体
- INA Officiel.  [五月风暴口号 | INA档案]. 2012-07-16 –YouTube （法语）.
- 张伦. . 端传媒. 2018-05-03 （中文）.
- 河伯. . 南都周刊. 2008-04-28 –新浪 （中文）.
- Testard-Vaillant, Philippe. . 法国国家科学研究中心新闻. 2018-04-17 （英语）.
- 萧轶. . 经济观察网. 2018-06-04 （中文（中国大陆））.
- 沈孝泉. . 经济参考报. 2013-01-18 （中文（中国大陆））.

## 外部連結
- 『1968年5月風暴與歷史學家』，（繁體中文）、（简体中文）、（英文） - Google Cultural Institute
- . Google Cultural Institute.
- . 南京大学马克思主义社会理论研究中心.
- 五月风暴期间巴黎的海报及涂鸦 （页面存档备份，存于） （英文），由多伦多大学维多利亚大学图书馆数字馆藏提供
- Barricades of May ’68 Still Divide the French （页面存档备份，存于） （五月风暴的街垒依然分割着法国）-纽约时报
- 五月风暴革命图集（法文），来自ina.fr
- 五月风暴图集（法文），来自photo.ina.fr.
- Esprit 68 Des ressources, des idées, des propositions. Pour faire la révolution（法文）.
- 五月风暴文库（法文）.
- .（法文），五月风暴40周年纪念.
- Dossier d'Arte (TV) sur Mai 68（法文），来自arte.tv.
- Charles de Gaulle. . de-gaulle-edu.net.（法文）.
- 五月风暴文库（法文）, documents et iconographie rassemblés par Yves Pagès.
- 《1968年5月10日街垒记录》（法文），来自Alternative libertaire，2008年5月
- « Cartographie des mouvements sociaux en France en 1968 »（法文），来自Alternative libertaire，2008年5月
- Dossier « Voir, entendre et raconter Mai 68 »（法文） sur Balises, magazine de la Bibliothèque publique d'information.
- .   [2014-05-28]. （原始内容存档于2016-11-25）.